# Liste des comtesses de Provence
Cet article présente la liste des comtesses de Provence par mariage ou de plein droit.

## Bosonides (947-1112)
| Portrait | Nom (dates)                         | Conjoints | Titres | Eléments biographiques |
| -------- | ----------------------------------- | --- | --- | --- |
|          | Arsinde de Comminges (950-982)      | - Guillaume Ier de Provence (mariage entre 968 et 970) | - Comtesse de Provence (972 -982) | - Princesse de la Maison de Comminges. Fille d'Arnaud Ier de Carcassonne et d'Arsinde de Carcassonne. |
|          | Adélaïde d'Anjou (947-29 mai 1026)  | - Étienne de Gévaudan (mariage vers 967) - Raymond IV de Toulouse (mariage vers 975) - Louis V de France (mariage en 980 ou 982) - Guillaume Ier de Provence (mariage en 984) | - Dame de Gévandan (967-970) - Comtesse de Toulouse (975-978) - Comtesse de Provence (984-993) - Régente puis co-régente de Provence (993-29 mai 1026) | - Princesse ingelgerienne. Fille de Foulques II d'Anjou. - Mère de Pons de Gévaudan, d'Étienne de Gévaudan, de Guillaume III de Toulouse, de Guillaume II de Provence, de Constance d'Arles et d'Ermengarde d'Auvergne. |
|          | Gerberge de Bourgogne (985-1020/23) | - Guillaume II de Provence (mariage en 1002) | - Comtesse de Provence (1002-4 mars 1018) | - Princesse de la Maison d'Ivrée. Fille d'Otte-Guillaume de Bourgogne et d'Ermentrude de Roucy. - Mère de Guillaume IV de Provence, de Foulques Bertrand de Provence et de Geoffroi Ier de Provence.                    |
|          | Eldiarde Eveza                      | - Foulques Bertrand de Provence | - Comtesse de Provence | - Mère de Guillaume V Bertrand de Provence et de Geoffroi II de Provence. |
|          | Étiennette-Douce de Marseille       | - Geoffroi Ier de Provence - Bernard II de Bigorre (mariage en 1063) | - Comtesse de Provence (?-1061/62) - Comtesse de Bigorre (1063-?)                                                                                      | - Fille de Guillaume II de Marseille et d'Étiennette de Forcalquier. - Mère de Bertrand II de Provence, de Gerberge de Provence et de Béatrix Ire de Bigorre.                                                           |
|          | Thérèse d'Aragon (1037-?)           | - Guillaume V Bertrand de Provence | - Comtesse de Provence | - Princesse de la Dynastie Jiménez. Fille de Ramire Ier d'Aragon et d'Ermesinde de Foix. |
|          | Adélaïde de Cavenez                 | - Guillaume V Bertrand de Provence - Bertrand-Raimbaud d'Orange | - Comtesse de Provence (?-1063/67) - Comtesse d'Orange, dame de Nice, de Cagnes, de Courthézon et de Vence                                             | - Mère d'Adélaïde de Forcalquier et de Raimbaud II d'Orange. |
|          | Ermengarde                          | - Geoffroi II de Provence (mariage le 13 juillet 1065) | - Comtesse de Provence (13 juillet 1065-1065) | |
|          | Mathilde                            | - Bertrand II de Provence (mariage en 1063) | - Comtesse de Provence (1063-1093) | - Mère de Cécile de Provence. |
|          | Gerberge de Provence (1060-1115)    | - Gilbert Ier de Gévaudan (mariage en 1073) | - Comtesse de Gévaudan et vicomtesse de Carlat (1080-1112) - Comtesse de Provence (de plein droit, 1093-1112)                                          | - Princesse bosonide. Fille de Geoffroi Ier de Provence et d'Étiennette-Douce de Marseille. - Mère de Douce de Gévaudan et d'Étiennette de Provence.                                                                    |

## Maison de Millau (1112-1129)
| Portrait | Nom (dates)                   | Conjoint                                                       | Titres | Eléments biographiques |
| -------- | ----------------------------- | -------------------------------------------------------------- | --- | --- |
|          | Douce de Gévaudan (1090-1129) | - Raimond-Bérenger II de Barcelone (mariage le 3 février 1112) | - Comtesse de Barcelone, de Gérone, d'Ausona et de Besalú (1112-1129) - Comtesse de Provence et de Gévaudan, vicomtesse de Carlat (de plein droit, 1112-1130) - Comtesse de Cerdagne (1118-1129) | - Princesse de la Maison de Millau. Fille de Gilbert Ier de Gévaudan et de Gerberge de Provence. - Mère de Raimond-Bérenger IV de Barcelone, de Bérenger-Raimond de Provence et de Bérengère de Barcelone. |

## Maison de Barcelone (1129-1267)
| Portrait | Nom (dates)                             | Conjoint | Titres | Eléments biographiques |
| -------- | --------------------------------------- | --- | --- | --- |
|          | Béatrice de Melgueil (1130-1190)        | - Bérenger-Raimond de Provence (mariage en 1135) - Bernard V Pelet (mariage en 1146)                                                                            | - Comtesse de Melgueil (de plein droit, 1130-1190) - Comtesse de Provence, comtesse de Gévaudan et vicomtesse de Carlat (1135-mars 1144) - Dame d'Alès (1146-1172)               | - Fille de Bernard IV de Melgueil et de Guillemette de Montpellier. - Mère de Raimond-Bérenger II de Provence et d'Ermessende Pelet. |
|          | Richezza de Pologne (1140-16 juin 1185) | - Alphonse VII de León et Castille (mariage en 1152) - Raimond-Bérenger II de Provence (mariage le 17 novembre 1161) - Albert III d'Everstein (mariage en 1167) | - Reine de Castille et León (1152-21 août 1157) - Comtesse de Provence et de Gévaudan, vicomtesse de Carlat (17 novembre 1161-1166) - Comtesse d'Everstein (1167-16 juin 1185)   | - Princesse de la Maison Piast. Fille de Ladislas II le Banni et d'Agnès de Babenberg. - Mère de Sancha de Castille et de Douce II de Provence. |
|          | Douce II de Provence (1163-1172)        | | - Comtesse de Provence, comtesse de Gévaudan et vicomtesse de Carlat (de plein droit, 1166-1167)                                                                                 | - Princesse de la Maison de Barcelone. Fille de Raimond-Bérenger II de Provence et de Richezza de Pologne. |
|          | Sancha de Castille (1154-1208)          | - Alphonse II d'Aragon (mariage en 1174) | - Reine d'Aragon, comtesse de Barcelone, de Provence et de Roussillon (1174-1196)                                                                                                | - Princesse de la Maison d'Ivrée. Fille d'Alphonse VII de León et Castille et de Richezza de Pologne. - Mère de Pierre II d'Aragon, de Constance d'Aragon, d'Alphonse II de Provence, d'Éléonore d'Aragon, de Sancie d'Aragon et de Ferdinand d'Aragon. |
|          | Garsende de Sabran (1180-1242)          | - Alphonse II de Provence (mariage en juillet 1193) | - Comtesse de Provence, comtesse de Gévaudan et vicomtesse de Carlat (juillet 1193-1er décembre 1209) - Comtesse de Forcalquier (de plein droit, 1209-1222)                      | - Princesse de la Maison de Sabran. Fille de Rainon Ier de Sabran et de Garsende de Forcalquier. - Mère de Raimond-Bérenger V de Provence. |
|          | Béatrice de Savoie (1198-1267)          | - Raimond-Bérenger V de Provence (mariage le 5 juin 1219) | - Comtesse de Provence, de Forcalquier et de Gévaudan, vicomtesse de Carlat (5 juin 1219-19 août 1245)                                                                           | - Princesse de la Maison de Savoie. Fille de Thomas Ier de Savoie et de Marguerite de Genève. - Mère de Marguerite de Provence, d'Éléonore de Provence, de Sancie de Provence et de Béatrice de Provence.                                               |
|          | Béatrice de Provence (1229-1267)        | - Charles Ier d'Anjou (mariage en 1246) | - Comtesse de Provence et de Forcalquier (de plein droit, 1245-1267) - Comtesse d'Anjou et du Maine (1246-1267) - Reine de Sicile et de Naples, princesse de Tarente (1266-1267) | - Princesse de la Maison de Barcelone. Fille de Raymond-Bérenger IV de Provence et de Béatrice de Savoie. - Mère de Blanche d'Anjou, de Béatrice de Sicile, de Charles II d'Anjou et d'Isabelle d'Anjou.                                                |

## Maison capétienne d'Anjou-Sicile (1267-1382)
| Portrait | Nom (dates)                               | Conjoint | Titres | Eléments biographiques | Armoiries |
| -------- | ----------------------------------------- | --- | --- | --- | --------- |
|          | Marie de Hongrie (1257-25 mars 1323)      | - Charles II d'Anjou (mariage en mai/juin 1270) | - Comtesse de Provence et de Forcalquier (mai/juin 1270-6 mai 1309) - Reine de Naples (7 janvier 1285-6 mai 1309) - Reine d'Albanie et princesse de Tarente (7 janvier 1285-1294) - Comtesse d'Anjou et du Maine (7 janvier 1285-1290) - Princesse d'Achaïe (7 janvier 1285-1289) | - Princesse de la dynastie Árpád. Fille d'Etienne V de Hongrie et d'Élisabeth la Coumane. - Mère de Charles Martel de Hongrie, de Marguerite d'Anjou, de Louis d'Anjou, de Robert Ier de Naples, de Philippe Ier de Tarente, de Blanche d'Anjou, d'Éléonore d'Anjou, de Marie d'Anjou, de Jean de Durazzo et de Béatrice d'Anjou. |           |
|          | Sancia de Majorque (1285-28 juillet 1345) | - Robert Ier de Naples (mariage le 20 septembre 1304) | - Duchesse de Calabre (20 septembre 1304-6 mai 1309) - Reine de Naples et comtesse de Provence (6 mai 1309-20 janvier 1343) - Régente de Naples et de Provence (20 janvier 1343-28 juillet 1345)                                                                                  | - Princesse de la Maison de Barcelone. Fille de Jacques II de Majorque et d'Esclarmonde de Foix. |           |
|          | Jeanne Ire de Naples (1326-1382)          | - André Ier de Naples (mariage en 1333) - Louis de Tarente (mariage en 1346) - Jacques IV de Majorque (mariage en 1362) - Othon IV de Brunswick-Grubenhagen (mariage en 1376) | - Duchesse de Calabre (1333-1345) - Reine de Naples et comtesse de Provence (de plein droit, 1343-1382) - Reine titulaire de Majorque (1362-1375) - Princesse d'Achaïe (de plein droit, 1373-1381)                                                                                | - Princesse de la Maison capétienne d'Anjou-Sicile. Fille de Charles de Calabre et de Marie de Valois. |           |

## Maison de Valois-Anjou (1382-1481)
| Portrait | Nom (dates)                                          | Conjoint | Titres | Eléments biographiques | Armoiries |
| -------- | ---------------------------------------------------- | --- | --- | --- | --------- |
|          | Marie de Blois (1345-12 novembre 1404)               | - Louis Ier d'Anjou (mariage le 9 juillet 1360)                                                                                                   | - Dame de Guise (de plein droit, 9 juillet 1360-12 novembre 1404) - Duchesse d'Anjou et de Touraine, comtesse du Maine (9 juillet 1360-20 septembre 1384) - Duchesse de Calabre (1380-12 mai 1382) - Reine de Naples et comtesse de Provence (12 mai 1382-20 septembre 1384)                                                                      | - Princesse de la Maison de Blois. Fille de Charles de Blois et de Jeanne de Penthièvre. - Mère de Louis II d'Anjou.                                                                                          |           |
|          | Yolande d'Aragon (1380-14 novembre 1442)             | - Louis II d'Anjou (mariage le 2 décembre 1400)                                                                                                   | - Reine de Naples, duchesse d'Anjou et de Touraine, comtesse du Maine et de Provence (2 décembre 1400-29 avril 1417) - Dame de Guise (12 novembre 1404-29 avril 1417) | - Princesse de la Maison de Barcelone. Fille de Jean Ier d'Aragon et de Yolande de Bar. - Mère de Louis III d'Anjou, de Marie d'Anjou, de René d'Anjou, de Yolande d'Anjou et de Charles IV du Maine.         |           |
|          | Marguerite de Savoie (7 août 1420-30 septembre 1479) | - Louis III d'Anjou (mariage en 1432) - Louis IV du Palatinat (mariage le 18 octobre 1445) - Ulrich V de Wurtemberg (mariage le 11 novembre 1453) | - Reine de Naples, duchesse d'Anjou, comtesse du Maine, de Provence et de Guise (1432-12 novembre 1434) - Duchesse de Calabre (1432-12 novembre 1434) - Électrice palatine (1445-13 août 1449) - Comtesse de Wurtemberg (11 novembre 1453-30 septembre 1479)                                                                                      | - Princesse de la Maison de Savoie. Fille d'Amédée VIII de Savoie et de Marie de Bourgogne. - Mère de Philippe Ier du Palatinat.                                                                              |           |
|          | Isabelle Ire de Lorraine (1410-28 février 1453)      | - René d'Anjou (mariage le 24 octobre 1420) | - Comtesse de Guise (24 octobre 1420-1425) - Duchesse de Bar (1430-28 février 1453) - Duchesse de Lorraine (de plein droit, 25 janvier 1431-28 février 1453) - Duchesse de Calabre (12 novembre 1434-2 février 1435) - Duchesse d'Anjou et comtesse de Provence (12 novembre 1434-28 février 1453) - Reine de Naples (2 février 1435-2 juin 1442) | - Princesse de la Maison de Lorraine. Fille de Charles II de Lorraine et de Marguerite de Wittelsbach. - Mère de Jean II de Lorraine, de Louis d'Anjou-Commercy, de Yolande d'Anjou et de Marguerite d'Anjou. |           |
|          | Jeanne de Laval (10 novembre 1433-19 décembre 1498)  | - René d'Anjou (mariage le 10 septembre 1454) | - Reine de Naples, duchesse d'Anjou et de Bar, comtesse du Maine et de Provence (10 septembre 1454-10 juillet 1480) | - Princesse de la Maison de Laval. Fille de Guy XIV de Laval et d'Isabelle de Bretagne. |           |

## Titre de courtoisie
| Portrait | Nom (dates)                           | Conjoint                                             | Titres | Eléments biographiques                                                                                        | Armoiries |
| -------- | ------------------------------------- | ---------------------------------------------------- | --- | --- | --------- |
|          | Marie-Joséphine de Savoie (1753-1810) | - Louis-Stanislas-Xavier de France (mariage en 1771) | - Comtesse de Provence et duchesse de Vendôme (1771-1792) - Duchesse d'Alençon (1774-1792) - Épouse du prétendant au trône de France (1795-1810) | - Princesse de la Maison de Savoie. Fille de Victor-Amédée III de Sardaigne et de Marie-Antoinette d'Espagne. |           |

## Généalogie des comtes et comtesses de Provence
|                               |                               |                               |                               |                               |                               |                              |                              |                                             |                                             |                                             |                                             |                                             |                                             |                                            |                                            |                                                       |                                                       |                                                       |                                                       |                                                       |                                                       |                                            |                                            |                                         |                                         |                                  |                                  |                                  |                                  | Lothaire Ier Empereur                        |                                              |                                              |                                              |                                              |                                              |                                                      |                                                      |                                                      |                                                      |                                                      |                                                      |                                   |                                   |                                          |                                          |                                          |                                          |                                           |                                           |                                           |                                           |                                                     |                                               |                                               |                                               |                                                                      |                                                                      |                                                                      |                                                                      |                                                                      |                                                                      |                                                  |                                                  |                                                  |                                                  |                                         |                                         |                                         |                                         |                                     |                                     |                                     |                                     |  |  |  |  |  |  |  |  |  |  |  |  |  |  |  |  |  |  |  |  |  |  |  |  |  |  |  |  |  |  |  |  |  |  |  |  |
|                               |                               |                               |                               |                               |                               |                              |                              |                                             |                                             |                                             |                                             |                                             |                                             |                                            |                                            |                                                       |                                                       |                                                       |                                                       |                                                       |                                                       |                                            |                                            |                                         |                                         |                                  |                                  |                                  |                                  |                                              |                                              |                                              |                                              |                                              |                                              |                                                      |                                                      |                                                      |                                                      |                                                      |                                                      |                                   |                                   |                                          |                                          |                                          |                                          |                                           |                                           |                                           |                                           |                                                     |                                               |                                               |                                               |                                                                      |                                                                      |                                                                      |                                                                      |                                                                      |                                                                      |                                                  |                                                  |                                                  |                                                  |                                         |                                         |                                         |                                         |                                     |                                     |                                     |                                     |  |  |  |  |  |  |  |  |  |  |  |  |  |  |  |  |  |  |  |  |  |  |  |  |  |  |  |  |  |  |  |  |  |  |  |  |
|                               |                               |                               |                               |                               |                               |                              |                              |                                             |                                             |                                             |                                             |                                             |                                             |                                            |                                            |                                                       |                                                       |                                                       |                                                       |                                                       |                                                       |                                            |                                            |                                         |                                         |                                  |                                  |                                  |                                  |                                              |                                              |                                              |                                              |                                              |                                              |                                                      |                                                      |                                                      |                                                      |                                                      |                                                      |                                   |                                   |                                          |                                          |                                          |                                          |                                           |                                           |                                           |                                           |                                                     |                                               |                                               |                                               |                                                                      |                                                                      |                                                                      |                                                                      |                                                                      |                                                                      |                                                  |                                                  |                                                  |                                                  |                                         |                                         |                                         |                                         |                                     |                                     |                                     |                                     |  |  |  |  |  |  |  |  |  |  |  |  |  |  |  |  |  |  |  |  |  |  |  |  |  |  |  |  |  |  |  |  |  |  |  |  |
|                               |                               |                               |                               |                               |                               |                              |                              |                                             |                                             |                                             |                                             |                                             |                                             |                                            |                                            |                                                       |                                                       |                                                       |                                                       | Louis II le Jeune Empereur Roi d'Italie               | Louis II le Jeune Empereur Roi d'Italie               | Louis II le Jeune Empereur Roi d'Italie    | Louis II le Jeune Empereur Roi d'Italie    | Louis II le Jeune Empereur Roi d'Italie | Louis II le Jeune Empereur Roi d'Italie |                                  |                                  |                                  |                                  |                                              |                                              |                                              |                                              |                                              |                                              |                                                      |                                                      |                                                      |                                                      |                                                      |                                                      |                                   |                                   | Lothaire II Roi de Lotharingie           | Lothaire II Roi de Lotharingie           | Lothaire II Roi de Lotharingie           | Lothaire II Roi de Lotharingie           | Lothaire II Roi de Lotharingie            | Lothaire II Roi de Lotharingie            |                                           |                                           |                                                     |                                               |                                               |                                               |                                                                      |                                                                      |                                                                      |                                                                      |                                                                      |                                                                      |                                                  |                                                  |                                                  |                                                  |                                         |                                         |                                         |                                         |                                     |                                     |                                     |                                     |  |  |  |  |  |  |  |  |  |  |  |  |  |  |  |  |  |  |  |  |  |  |  |  |  |  |  |  |  |  |  |  |  |  |  |  |
|                               |                               |                               |                               |                               |                               |                              |                              |                                             |                                             |                                             |                                             |                                             |                                             |                                            |                                            |                                                       |                                                       |                                                       |                                                       | Louis II le Jeune Empereur Roi d'Italie               | Louis II le Jeune Empereur Roi d'Italie               | Louis II le Jeune Empereur Roi d'Italie    | Louis II le Jeune Empereur Roi d'Italie    | Louis II le Jeune Empereur Roi d'Italie | Louis II le Jeune Empereur Roi d'Italie |                                  |                                  |                                  |                                  |                                              |                                              |                                              |                                              |                                              |                                              |                                                      |                                                      |                                                      |                                                      |                                                      |                                                      |                                   |                                   | Lothaire II Roi de Lotharingie           | Lothaire II Roi de Lotharingie           | Lothaire II Roi de Lotharingie           | Lothaire II Roi de Lotharingie           | Lothaire II Roi de Lotharingie            | Lothaire II Roi de Lotharingie            |                                           |                                           |                                                     |                                               |                                               |                                               |                                                                      |                                                                      |                                                                      |                                                                      |                                                                      |                                                                      |                                                  |                                                  |                                                  |                                                  |                                         |                                         |                                         |                                         |                                     |                                     |                                     |                                     |  |  |  |  |  |  |  |  |  |  |  |  |  |  |  |  |  |  |  |  |  |  |  |  |  |  |  |  |  |  |  |  |  |  |  |  |
|                               |                               |                               |                               |                               |                               |                              |                              |                                             |                                             |                                             |                                             |                                             |                                             |                                            |                                            |                                                       |                                                       |                                                       |                                                       | Ermengarde                                            | Ermengarde                                            | Ermengarde                                 | Ermengarde                                 | Ermengarde                              | Ermengarde                              |                                  |                                  | Boson Roi en Provence            | Boson Roi en Provence            | Boson Roi en Provence                        | Boson Roi en Provence                        | Boson Roi en Provence                        | Boson Roi en Provence                        |                                              |                                              |                                                      |                                                      |                                                      |                                                      |                                                      |                                                      |                                   |                                   | Berthe x Théobald Cte d'Arles            | Berthe x Théobald Cte d'Arles            | Berthe x Théobald Cte d'Arles            | Berthe x Théobald Cte d'Arles            | Berthe x Théobald Cte d'Arles             | Berthe x Théobald Cte d'Arles             |                                           |                                           |                                                     |                                               |                                               |                                               |                                                                      |                                                                      |                                                                      |                                                                      |                                                                      |                                                                      |                                                  |                                                  |                                                  |                                                  |                                         |                                         |                                         |                                         |                                     |                                     |                                     |                                     |  |  |  |  |  |  |  |  |  |  |  |  |  |  |  |  |  |  |  |  |  |  |  |  |  |  |  |  |  |  |  |  |  |  |  |  |
|                               |                               |                               |                               |                               |                               |                              |                              |                                             |                                             |                                             |                                             |                                             |                                             |                                            |                                            |                                                       |                                                       |                                                       |                                                       | Ermengarde                                            | Ermengarde                                            | Ermengarde                                 | Ermengarde                                 | Ermengarde                              | Ermengarde                              |                                  |                                  | Boson Roi en Provence            | Boson Roi en Provence            | Boson Roi en Provence                        | Boson Roi en Provence                        | Boson Roi en Provence                        | Boson Roi en Provence                        |                                              |                                              |                                                      |                                                      |                                                      |                                                      |                                                      |                                                      |                                   |                                   | Berthe x Théobald Cte d'Arles            | Berthe x Théobald Cte d'Arles            | Berthe x Théobald Cte d'Arles            | Berthe x Théobald Cte d'Arles            | Berthe x Théobald Cte d'Arles             | Berthe x Théobald Cte d'Arles             |                                           |                                           |                                                     |                                               |                                               |                                               |                                                                      |                                                                      |                                                                      |                                                                      |                                                                      |                                                                      |                                                  |                                                  |                                                  |                                                  |                                         |                                         |                                         |                                         |                                     |                                     |                                     |                                     |  |  |  |  |  |  |  |  |  |  |  |  |  |  |  |  |  |  |  |  |  |  |  |  |  |  |  |  |  |  |  |  |  |  |  |  |
|                               |                               |                               |                               |                               |                               |                              |                              |                                             |                                             |                                             |                                             |                                             |                                             |                                            |                                            |                                                       |                                                       |                                                       |                                                       |                                                       |                                                       |                                            |                                            |                                         |                                         |                                  |                                  |                                  |                                  |                                              |                                              |                                              |                                              |                                              |                                              |                                                      |                                                      |                                                      |                                                      |                                                      |                                                      |                                   |                                   |                                          |                                          |                                          |                                          |                                           |                                           |                                           |                                           |                                                     |                                               |                                               |                                               |                                                                      |                                                                      |                                                                      |                                                                      |                                                                      |                                                                      |                                                  |                                                  |                                                  |                                                  |                                         |                                         |                                         |                                         |                                     |                                     |                                     |                                     |  |  |  |  |  |  |  |  |  |  |  |  |  |  |  |  |  |  |  |  |  |  |  |  |  |  |  |  |  |  |  |  |  |  |  |  |
|                               |                               |                               |                               |                               |                               |                              |                              |                                             |                                             |                                             |                                             |                                             |                                             |                                            |                                            |                                                       |                                                       |                                                       |                                                       |                                                       |                                                       |                                            |                                            |                                         |                                         |                                  |                                  |                                  |                                  |                                              |                                              |                                              |                                              |                                              |                                              |                                                      |                                                      |                                                      |                                                      |                                                      |                                                      |                                   |                                   |                                          |                                          |                                          |                                          |                                           |                                           |                                           |                                           |                                                     |                                               |                                               |                                               |                                                                      |                                                                      |                                                                      |                                                                      |                                                                      |                                                                      |                                                  |                                                  |                                                  |                                                  |                                         |                                         |                                         |                                         |                                     |                                     |                                     |                                     |  |  |  |  |  |  |  |  |  |  |  |  |  |  |  |  |  |  |  |  |  |  |  |  |  |  |  |  |  |  |  |  |  |  |  |  |
|                               |                               |                               |                               |                               |                               |                              |                              |                                             |                                             |                                             |                                             |                                             |                                             |                                            |                                            |                                                       |                                                       | Engelberge x Guillaume Ier Duc d'Aquitaine            | Engelberge x Guillaume Ier Duc d'Aquitaine            | Engelberge x Guillaume Ier Duc d'Aquitaine            | Engelberge x Guillaume Ier Duc d'Aquitaine            | Engelberge x Guillaume Ier Duc d'Aquitaine | Engelberge x Guillaume Ier Duc d'Aquitaine |                                         |                                         |                                  |                                  |                                  |                                  | Louis III l'Aveugle Roi en Provence Empereur | Louis III l'Aveugle Roi en Provence Empereur | Louis III l'Aveugle Roi en Provence Empereur | Louis III l'Aveugle Roi en Provence Empereur | Louis III l'Aveugle Roi en Provence Empereur | Louis III l'Aveugle Roi en Provence Empereur |                                                      |                                                      |                                                      |                                                      | Hugues Cte d'Arles Roi d'Italie                      | Hugues Cte d'Arles Roi d'Italie                      | Hugues Cte d'Arles Roi d'Italie   | Hugues Cte d'Arles Roi d'Italie   | Hugues Cte d'Arles Roi d'Italie          | Hugues Cte d'Arles Roi d'Italie          |                                          |                                          | Boson Ier Cte d'Arles                     | Boson Ier Cte d'Arles                     | Boson Ier Cte d'Arles                     | Boson Ier Cte d'Arles                     | Boson Ier Cte d'Arles                               | Boson Ier Cte d'Arles                         |                                               |                                               |                                                                      |                                                                      |                                                                      |                                                                      |                                                                      |                                                                      |                                                  |                                                  |                                                  |                                                  |                                         |                                         |                                         |                                         |                                     |                                     |                                     |                                     |  |  |  |  |  |  |  |  |  |  |  |  |  |  |  |  |  |  |  |  |  |  |  |  |  |  |  |  |  |  |  |  |  |  |  |  |
|                               |                               |                               |                               |                               |                               |                              |                              |                                             |                                             |                                             |                                             |                                             |                                             |                                            |                                            |                                                       |                                                       | Engelberge x Guillaume Ier Duc d'Aquitaine            | Engelberge x Guillaume Ier Duc d'Aquitaine            | Engelberge x Guillaume Ier Duc d'Aquitaine            | Engelberge x Guillaume Ier Duc d'Aquitaine            | Engelberge x Guillaume Ier Duc d'Aquitaine | Engelberge x Guillaume Ier Duc d'Aquitaine |                                         |                                         |                                  |                                  |                                  |                                  | Louis III l'Aveugle Roi en Provence Empereur | Louis III l'Aveugle Roi en Provence Empereur | Louis III l'Aveugle Roi en Provence Empereur | Louis III l'Aveugle Roi en Provence Empereur | Louis III l'Aveugle Roi en Provence Empereur | Louis III l'Aveugle Roi en Provence Empereur |                                                      |                                                      |                                                      |                                                      | Hugues Cte d'Arles Roi d'Italie                      | Hugues Cte d'Arles Roi d'Italie                      | Hugues Cte d'Arles Roi d'Italie   | Hugues Cte d'Arles Roi d'Italie   | Hugues Cte d'Arles Roi d'Italie          | Hugues Cte d'Arles Roi d'Italie          |                                          |                                          | Boson Ier Cte d'Arles                     | Boson Ier Cte d'Arles                     | Boson Ier Cte d'Arles                     | Boson Ier Cte d'Arles                     | Boson Ier Cte d'Arles                               | Boson Ier Cte d'Arles                         |                                               |                                               |                                                                      |                                                                      |                                                                      |                                                                      |                                                                      |                                                                      |                                                  |                                                  |                                                  |                                                  |                                         |                                         |                                         |                                         |                                     |                                     |                                     |                                     |  |  |  |  |  |  |  |  |  |  |  |  |  |  |  |  |  |  |  |  |  |  |  |  |  |  |  |  |  |  |  |  |  |  |  |  |
|                               |                               |                               |                               |                               |                               | Rotboald Noble maconnais     | Rotboald Noble maconnais     | Rotboald Noble maconnais                    | Rotboald Noble maconnais                    | Rotboald Noble maconnais                    | Rotboald Noble maconnais                    |                                             |                                             |                                            |                                            |                                                       |                                                       | Ne                                                    | Ne                                                    | Ne                                                    | Ne                                                    | Ne                                         | Ne                                         |                                         |                                         |                                  |                                  |                                  |                                  | Charles-Constantin Cte de Vienne             | Charles-Constantin Cte de Vienne             | Charles-Constantin Cte de Vienne             | Charles-Constantin Cte de Vienne             | Charles-Constantin Cte de Vienne             | Charles-Constantin Cte de Vienne             |                                                      |                                                      |                                                      |                                                      |                                                      |                                                      |                                   |                                   |                                          |                                          |                                          |                                          |                                           |                                           |                                           |                                           |                                                     |                                               |                                               |                                               |                                                                      |                                                                      |                                                                      |                                                                      |                                                                      |                                                                      |                                                  |                                                  |                                                  |                                                  |                                         |                                         |                                         |                                         |                                     |                                     |                                     |                                     |  |  |  |  |  |  |  |  |  |  |  |  |  |  |  |  |  |  |  |  |  |  |  |  |  |  |  |  |  |  |  |  |  |  |  |  |
|                               |                               |                               |                               |                               |                               | Rotboald Noble maconnais     | Rotboald Noble maconnais     | Rotboald Noble maconnais                    | Rotboald Noble maconnais                    | Rotboald Noble maconnais                    | Rotboald Noble maconnais                    |                                             |                                             |                                            |                                            |                                                       |                                                       | Ne                                                    | Ne                                                    | Ne                                                    | Ne                                                    | Ne                                         | Ne                                         |                                         |                                         |                                  |                                  |                                  |                                  | Charles-Constantin Cte de Vienne             | Charles-Constantin Cte de Vienne             | Charles-Constantin Cte de Vienne             | Charles-Constantin Cte de Vienne             | Charles-Constantin Cte de Vienne             | Charles-Constantin Cte de Vienne             |                                                      |                                                      |                                                      |                                                      |                                                      |                                                      |                                   |                                   |                                          |                                          |                                          |                                          |                                           |                                           |                                           |                                           |                                                     |                                               |                                               |                                               |                                                                      |                                                                      |                                                                      |                                                                      |                                                                      |                                                                      |                                                  |                                                  |                                                  |                                                  |                                         |                                         |                                         |                                         |                                     |                                     |                                     |                                     |  |  |  |  |  |  |  |  |  |  |  |  |  |  |  |  |  |  |  |  |  |  |  |  |  |  |  |  |  |  |  |  |  |  |  |  |
|                               |                               |                               |                               |                               |                               |                              |                              |                                             |                                             |                                             |                                             |                                             |                                             |                                            |                                            |                                                       |                                                       |                                                       |                                                       |                                                       |                                                       |                                            |                                            |                                         |                                         |                                  |                                  |                                  |                                  |                                              |                                              |                                              |                                              |                                              |                                              |                                                      |                                                      |                                                      |                                                      |                                                      |                                                      |                                   |                                   |                                          |                                          |                                          |                                          |                                           |                                           |                                           |                                           |                                                     |                                               |                                               |                                               |                                                                      |                                                                      |                                                                      |                                                                      |                                                                      |                                                                      |                                                  |                                                  |                                                  |                                                  |                                         |                                         |                                         |                                         |                                     |                                     |                                     |                                     |  |  |  |  |  |  |  |  |  |  |  |  |  |  |  |  |  |  |  |  |  |  |  |  |  |  |  |  |  |  |  |  |  |  |  |  |
|                               |                               |                               |                               |                               |                               |                              |                              |                                             |                                             |                                             |                                             | Boson II Cte d'Arles                        | Boson II Cte d'Arles                        | Boson II Cte d'Arles                       | Boson II Cte d'Arles                       | Boson II Cte d'Arles                                  | Boson II Cte d'Arles                                  |                                                       |                                                       |                                                       |                                                       |                                            |                                            |                                         |                                         |                                  |                                  |                                  |                                  | Constance                                    | Constance                                    | Constance                                    | Constance                                    | Constance                                    | Constance                                    |                                                      |                                                      |                                                      |                                                      |                                                      |                                                      |                                   |                                   |                                          |                                          |                                          |                                          |                                           |                                           |                                           |                                           |                                                     |                                               |                                               |                                               |                                                                      |                                                                      |                                                                      |                                                                      |                                                                      |                                                                      |                                                  |                                                  |                                                  |                                                  |                                         |                                         |                                         |                                         |                                     |                                     |                                     |                                     |  |  |  |  |  |  |  |  |  |  |  |  |  |  |  |  |  |  |  |  |  |  |  |  |  |  |  |  |  |  |  |  |  |  |  |  |
|                               |                               |                               |                               |                               |                               |                              |                              |                                             |                                             |                                             |                                             | Boson II Cte d'Arles                        | Boson II Cte d'Arles                        | Boson II Cte d'Arles                       | Boson II Cte d'Arles                       | Boson II Cte d'Arles                                  | Boson II Cte d'Arles                                  |                                                       |                                                       |                                                       |                                                       |                                            |                                            |                                         |                                         |                                  |                                  |                                  |                                  | Constance                                    | Constance                                    | Constance                                    | Constance                                    | Constance                                    | Constance                                    |                                                      |                                                      |                                                      |                                                      |                                                      |                                                      |                                   |                                   |                                          |                                          |                                          |                                          |                                           |                                           |                                           |                                           |                                                     |                                               |                                               |                                               |                                                                      |                                                                      |                                                                      |                                                                      |                                                                      |                                                                      |                                                  |                                                  |                                                  |                                                  |                                         |                                         |                                         |                                         |                                     |                                     |                                     |                                     |  |  |  |  |  |  |  |  |  |  |  |  |  |  |  |  |  |  |  |  |  |  |  |  |  |  |  |  |  |  |  |  |  |  |  |  |
|                               |                               |                               |                               |                               |                               |                              |                              |                                             |                                             |                                             |                                             |                                             |                                             |                                            |                                            |                                                       |                                                       |                                                       |                                                       |                                                       |                                                       |                                            |                                            |                                         |                                         |                                  |                                  |                                  |                                  |                                              |                                              |                                              |                                              |                                              |                                              |                                                      |                                                      |                                                      |                                                      |                                                      |                                                      |                                   |                                   |                                          |                                          |                                          |                                          |                                           |                                           |                                           |                                           |                                                     |                                               |                                               |                                               |                                                                      |                                                                      |                                                                      |                                                                      |                                                                      |                                                                      |                                                  |                                                  |                                                  |                                                  |                                         |                                         |                                         |                                         |                                     |                                     |                                     |                                     |  |  |  |  |  |  |  |  |  |  |  |  |  |  |  |  |  |  |  |  |  |  |  |  |  |  |  |  |  |  |  |  |  |  |  |  |
|                               |                               |                               |                               |                               |                               |                              |                              |                                             |                                             |                                             |                                             |                                             |                                             |                                            |                                            |                                                       |                                                       |                                                       |                                                       |                                                       |                                                       |                                            |                                            |                                         |                                         |                                  |                                  |                                  |                                  |                                              |                                              |                                              |                                              |                                              |                                              |                                                      |                                                      |                                                      |                                                      |                                                      |                                                      |                                   |                                   |                                          |                                          |                                          |                                          |                                           |                                           |                                           |                                           |                                                     |                                               |                                               |                                               |                                                                      |                                                                      |                                                                      |                                                                      |                                                                      |                                                                      |                                                  |                                                  |                                                  |                                                  |                                         |                                         |                                         |                                         |                                     |                                     |                                     |                                     |  |  |  |  |  |  |  |  |  |  |  |  |  |  |  |  |  |  |  |  |  |  |  |  |  |  |  |  |  |  |  |  |  |  |  |  |
|                               |                               |                               |                               | Rotboald Ier Cte de Provence  | Rotboald Ier Cte de Provence  | Rotboald Ier Cte de Provence | Rotboald Ier Cte de Provence | Rotboald Ier Cte de Provence                | Rotboald Ier Cte de Provence                |                                             |                                             |                                             |                                             |                                            |                                            |                                                       |                                                       |                                                       |                                                       |                                                       |                                                       |                                            |                                            |                                         |                                         |                                  |                                  |                                  |                                  |                                              |                                              |                                              |                                              |                                              |                                              |                                                      |                                                      | Guillaume Ier Cte de Provence                        | Guillaume Ier Cte de Provence                        | Guillaume Ier Cte de Provence                        | Guillaume Ier Cte de Provence                        | Guillaume Ier Cte de Provence     | Guillaume Ier Cte de Provence     |                                          |                                          |                                          |                                          |                                           |                                           |                                           |                                           |                                                     |                                               |                                               |                                               |                                                                      |                                                                      |                                                                      |                                                                      |                                                                      |                                                                      |                                                  |                                                  |                                                  |                                                  |                                         |                                         |                                         |                                         |                                     |                                     |                                     |                                     |  |  |  |  |  |  |  |  |  |  |  |  |  |  |  |  |  |  |  |  |  |  |  |  |  |  |  |  |  |  |  |  |  |  |  |  |
|                               |                               |                               |                               | Rotboald Ier Cte de Provence  | Rotboald Ier Cte de Provence  | Rotboald Ier Cte de Provence | Rotboald Ier Cte de Provence | Rotboald Ier Cte de Provence                | Rotboald Ier Cte de Provence                |                                             |                                             |                                             |                                             |                                            |                                            |                                                       |                                                       |                                                       |                                                       |                                                       |                                                       |                                            |                                            |                                         |                                         |                                  |                                  |                                  |                                  |                                              |                                              |                                              |                                              |                                              |                                              |                                                      |                                                      | Guillaume Ier Cte de Provence                        | Guillaume Ier Cte de Provence                        | Guillaume Ier Cte de Provence                        | Guillaume Ier Cte de Provence                        | Guillaume Ier Cte de Provence     | Guillaume Ier Cte de Provence     |                                          |                                          |                                          |                                          |                                           |                                           |                                           |                                           |                                                     |                                               |                                               |                                               |                                                                      |                                                                      |                                                                      |                                                                      |                                                                      |                                                                      |                                                  |                                                  |                                                  |                                                  |                                         |                                         |                                         |                                         |                                     |                                     |                                     |                                     |  |  |  |  |  |  |  |  |  |  |  |  |  |  |  |  |  |  |  |  |  |  |  |  |  |  |  |  |  |  |  |  |  |  |  |  |
|                               |                               |                               |                               | Rotboald II Cte de Provence   | Rotboald II Cte de Provence   | Rotboald II Cte de Provence  | Rotboald II Cte de Provence  | Rotboald II Cte de Provence                 | Rotboald II Cte de Provence                 |                                             |                                             |                                             |                                             |                                            |                                            |                                                       |                                                       |                                                       |                                                       |                                                       |                                                       |                                            |                                            |                                         |                                         |                                  |                                  |                                  |                                  |                                              |                                              |                                              |                                              |                                              |                                              |                                                      |                                                      | Guillaume II Cte de Provence                         | Guillaume II Cte de Provence                         | Guillaume II Cte de Provence                         | Guillaume II Cte de Provence                         | Guillaume II Cte de Provence      | Guillaume II Cte de Provence      |                                          |                                          |                                          |                                          |                                           |                                           |                                           |                                           |                                                     |                                               |                                               |                                               |                                                                      |                                                                      |                                                                      |                                                                      |                                                                      |                                                                      |                                                  |                                                  |                                                  |                                                  |                                         |                                         |                                         |                                         |                                     |                                     |                                     |                                     |  |  |  |  |  |  |  |  |  |  |  |  |  |  |  |  |  |  |  |  |  |  |  |  |  |  |  |  |  |  |  |  |  |  |  |  |
|                               |                               |                               |                               | Rotboald II Cte de Provence   | Rotboald II Cte de Provence   | Rotboald II Cte de Provence  | Rotboald II Cte de Provence  | Rotboald II Cte de Provence                 | Rotboald II Cte de Provence                 |                                             |                                             |                                             |                                             |                                            |                                            |                                                       |                                                       |                                                       |                                                       |                                                       |                                                       |                                            |                                            |                                         |                                         |                                  |                                  |                                  |                                  |                                              |                                              |                                              |                                              |                                              |                                              |                                                      |                                                      | Guillaume II Cte de Provence                         | Guillaume II Cte de Provence                         | Guillaume II Cte de Provence                         | Guillaume II Cte de Provence                         | Guillaume II Cte de Provence      | Guillaume II Cte de Provence      |                                          |                                          |                                          |                                          |                                           |                                           |                                           |                                           |                                                     |                                               |                                               |                                               |                                                                      |                                                                      |                                                                      |                                                                      |                                                                      |                                                                      |                                                  |                                                  |                                                  |                                                  |                                         |                                         |                                         |                                         |                                     |                                     |                                     |                                     |  |  |  |  |  |  |  |  |  |  |  |  |  |  |  |  |  |  |  |  |  |  |  |  |  |  |  |  |  |  |  |  |  |  |  |  |
|                               |                               |                               |                               |                               |                               |                              |                              |                                             |                                             |                                             |                                             |                                             |                                             |                                            |                                            |                                                       |                                                       |                                                       |                                                       |                                                       |                                                       |                                            |                                            |                                         |                                         |                                  |                                  |                                  |                                  |                                              |                                              |                                              |                                              |                                              |                                              |                                                      |                                                      |                                                      |                                                      |                                                      |                                                      |                                   |                                   |                                          |                                          |                                          |                                          |                                           |                                           |                                           |                                           |                                                     |                                               |                                               |                                               |                                                                      |                                                                      |                                                                      |                                                                      |                                                                      |                                                                      |                                                  |                                                  |                                                  |                                                  |                                         |                                         |                                         |                                         |                                     |                                     |                                     |                                     |  |  |  |  |  |  |  |  |  |  |  |  |  |  |  |  |  |  |  |  |  |  |  |  |  |  |  |  |  |  |  |  |  |  |  |  |
| Guillaume III Cte de Provence | Guillaume III Cte de Provence | Guillaume III Cte de Provence | Guillaume III Cte de Provence | Guillaume III Cte de Provence | Guillaume III Cte de Provence |                              |                              | Emma x Guillaume III Cte de Toulouse        | Emma x Guillaume III Cte de Toulouse        | Emma x Guillaume III Cte de Toulouse        | Emma x Guillaume III Cte de Toulouse        | Emma x Guillaume III Cte de Toulouse        | Emma x Guillaume III Cte de Toulouse        |                                            |                                            |                                                       |                                                       |                                                       |                                                       |                                                       |                                                       |                                            |                                            |                                         |                                         |                                  |                                  | Guillaume IV Cte de Provence     | Guillaume IV Cte de Provence     | Guillaume IV Cte de Provence                 | Guillaume IV Cte de Provence                 | Guillaume IV Cte de Provence                 | Guillaume IV Cte de Provence                 |                                              |                                              |                                                      |                                                      |                                                      |                                                      | Foulques Bertrand Cte de Provence                    | Foulques Bertrand Cte de Provence                    | Foulques Bertrand Cte de Provence | Foulques Bertrand Cte de Provence | Foulques Bertrand Cte de Provence        | Foulques Bertrand Cte de Provence        |                                          |                                          |                                           |                                           |                                           |                                           | Geoffroi Ier Cte de Provence                        | Geoffroi Ier Cte de Provence                  | Geoffroi Ier Cte de Provence                  | Geoffroi Ier Cte de Provence                  | Geoffroi Ier Cte de Provence                                         | Geoffroi Ier Cte de Provence                                         |                                                                      |                                                                      |                                                                      |                                                                      |                                                  |                                                  |                                                  |                                                  |                                         |                                         |                                         |                                         |                                     |                                     |                                     |                                     |  |  |  |  |  |  |  |  |  |  |  |  |  |  |  |  |  |  |  |  |  |  |  |  |  |  |  |  |  |  |  |  |  |  |  |  |
| Guillaume III Cte de Provence | Guillaume III Cte de Provence | Guillaume III Cte de Provence | Guillaume III Cte de Provence | Guillaume III Cte de Provence | Guillaume III Cte de Provence |                              |                              | Emma x Guillaume III Cte de Toulouse        | Emma x Guillaume III Cte de Toulouse        | Emma x Guillaume III Cte de Toulouse        | Emma x Guillaume III Cte de Toulouse        | Emma x Guillaume III Cte de Toulouse        | Emma x Guillaume III Cte de Toulouse        |                                            |                                            |                                                       |                                                       |                                                       |                                                       |                                                       |                                                       |                                            |                                            |                                         |                                         |                                  |                                  | Guillaume IV Cte de Provence     | Guillaume IV Cte de Provence     | Guillaume IV Cte de Provence                 | Guillaume IV Cte de Provence                 | Guillaume IV Cte de Provence                 | Guillaume IV Cte de Provence                 |                                              |                                              |                                                      |                                                      |                                                      |                                                      | Foulques Bertrand Cte de Provence                    | Foulques Bertrand Cte de Provence                    | Foulques Bertrand Cte de Provence | Foulques Bertrand Cte de Provence | Foulques Bertrand Cte de Provence        | Foulques Bertrand Cte de Provence        |                                          |                                          |                                           |                                           |                                           |                                           | Geoffroi Ier Cte de Provence                        | Geoffroi Ier Cte de Provence                  | Geoffroi Ier Cte de Provence                  | Geoffroi Ier Cte de Provence                  | Geoffroi Ier Cte de Provence                                         | Geoffroi Ier Cte de Provence                                         |                                                                      |                                                                      |                                                                      |                                                                      |                                                  |                                                  |                                                  |                                                  |                                         |                                         |                                         |                                         |                                     |                                     |                                     |                                     |  |  |  |  |  |  |  |  |  |  |  |  |  |  |  |  |  |  |  |  |  |  |  |  |  |  |  |  |  |  |  |  |  |  |  |  |
|                               |                               |                               |                               |                               |                               |                              |                              |                                             |                                             |                                             |                                             |                                             |                                             |                                            |                                            |                                                       |                                                       |                                                       |                                                       |                                                       |                                                       |                                            |                                            |                                         |                                         |                                  |                                  |                                  |                                  |                                              |                                              |                                              |                                              |                                              |                                              |                                                      |                                                      |                                                      |                                                      |                                                      |                                                      |                                   |                                   |                                          |                                          |                                          |                                          |                                           |                                           |                                           |                                           |                                                     |                                               |                                               |                                               |                                                                      |                                                                      |                                                                      |                                                                      |                                                                      |                                                                      |                                                  |                                                  |                                                  |                                                  |                                         |                                         |                                         |                                         |                                     |                                     |                                     |                                     |  |  |  |  |  |  |  |  |  |  |  |  |  |  |  |  |  |  |  |  |  |  |  |  |  |  |  |  |  |  |  |  |  |  |  |  |
|                               |                               |                               |                               |                               |                               |                              |                              |                                             |                                             |                                             |                                             |                                             |                                             |                                            |                                            |                                                       |                                                       |                                                       |                                                       |                                                       |                                                       |                                            |                                            |                                         |                                         |                                  |                                  |                                  |                                  |                                              |                                              |                                              |                                              |                                              |                                              | Guillaume V Bertrand Cte de Provence                 | Guillaume V Bertrand Cte de Provence                 | Guillaume V Bertrand Cte de Provence                 | Guillaume V Bertrand Cte de Provence                 | Guillaume V Bertrand Cte de Provence                 | Guillaume V Bertrand Cte de Provence                 |                                   |                                   | Geoffroi II Cte de Provence              | Geoffroi II Cte de Provence              | Geoffroi II Cte de Provence              | Geoffroi II Cte de Provence              | Geoffroi II Cte de Provence               | Geoffroi II Cte de Provence               |                                           |                                           |                                                     |                                               |                                               |                                               |                                                                      |                                                                      |                                                                      |                                                                      |                                                                      |                                                                      |                                                  |                                                  |                                                  |                                                  |                                         |                                         |                                         |                                         |                                     |                                     |                                     |                                     |  |  |  |  |  |  |  |  |  |  |  |  |  |  |  |  |  |  |  |  |  |  |  |  |  |  |  |  |  |  |  |  |  |  |  |  |
|                               |                               |                               |                               |                               |                               |                              |                              |                                             |                                             |                                             |                                             |                                             |                                             |                                            |                                            |                                                       |                                                       |                                                       |                                                       |                                                       |                                                       |                                            |                                            |                                         |                                         |                                  |                                  |                                  |                                  |                                              |                                              |                                              |                                              |                                              |                                              | Guillaume V Bertrand Cte de Provence                 | Guillaume V Bertrand Cte de Provence                 | Guillaume V Bertrand Cte de Provence                 | Guillaume V Bertrand Cte de Provence                 | Guillaume V Bertrand Cte de Provence                 | Guillaume V Bertrand Cte de Provence                 |                                   |                                   | Geoffroi II Cte de Provence              | Geoffroi II Cte de Provence              | Geoffroi II Cte de Provence              | Geoffroi II Cte de Provence              | Geoffroi II Cte de Provence               | Geoffroi II Cte de Provence               |                                           |                                           |                                                     |                                               |                                               |                                               |                                                                      |                                                                      |                                                                      |                                                                      |                                                                      |                                                                      |                                                  |                                                  |                                                  |                                                  |                                         |                                         |                                         |                                         |                                     |                                     |                                     |                                     |  |  |  |  |  |  |  |  |  |  |  |  |  |  |  |  |  |  |  |  |  |  |  |  |  |  |  |  |  |  |  |  |  |  |  |  |
|                               |                               |                               |                               |                               |                               |                              |                              |                                             |                                             |                                             |                                             |                                             |                                             |                                            |                                            |                                                       |                                                       |                                                       |                                                       |                                                       |                                                       |                                            |                                            |                                         |                                         |                                  |                                  |                                  |                                  |                                              |                                              |                                              |                                              |                                              |                                              |                                                      |                                                      |                                                      |                                                      |                                                      |                                                      |                                   |                                   |                                          |                                          |                                          |                                          |                                           |                                           |                                           |                                           |                                                     |                                               |                                               |                                               |                                                                      |                                                                      |                                                                      |                                                                      |                                                                      |                                                                      |                                                  |                                                  |                                                  |                                                  |                                         |                                         |                                         |                                         |                                     |                                     |                                     |                                     |  |  |  |  |  |  |  |  |  |  |  |  |  |  |  |  |  |  |  |  |  |  |  |  |  |  |  |  |  |  |  |  |  |  |  |  |
|                               |                               |                               |                               | Bertrand Ier Cte de Provence  | Bertrand Ier Cte de Provence  | Bertrand Ier Cte de Provence | Bertrand Ier Cte de Provence | Bertrand Ier Cte de Provence                | Bertrand Ier Cte de Provence                |                                             |                                             | Pons Cte de Toulouse                        | Pons Cte de Toulouse                        | Pons Cte de Toulouse                       | Pons Cte de Toulouse                       | Pons Cte de Toulouse                                  | Pons Cte de Toulouse                                  |                                                       |                                                       |                                                       |                                                       |                                            |                                            |                                         |                                         |                                  |                                  |                                  |                                  |                                              |                                              |                                              |                                              |                                              |                                              | Adélaïde Ctesse de Forcalquier x Armengol IV d'Urgel | Adélaïde Ctesse de Forcalquier x Armengol IV d'Urgel | Adélaïde Ctesse de Forcalquier x Armengol IV d'Urgel | Adélaïde Ctesse de Forcalquier x Armengol IV d'Urgel | Adélaïde Ctesse de Forcalquier x Armengol IV d'Urgel | Adélaïde Ctesse de Forcalquier x Armengol IV d'Urgel |                                   |                                   |                                          |                                          |                                          |                                          | Bertrand II Mis de Provence               | Bertrand II Mis de Provence               | Bertrand II Mis de Provence               | Bertrand II Mis de Provence               | Bertrand II Mis de Provence                         | Bertrand II Mis de Provence                   |                                               |                                               | Gerberge Ctesse de Provence x Gilbert de Gévaudan                    | Gerberge Ctesse de Provence x Gilbert de Gévaudan                    | Gerberge Ctesse de Provence x Gilbert de Gévaudan                    | Gerberge Ctesse de Provence x Gilbert de Gévaudan                    | Gerberge Ctesse de Provence x Gilbert de Gévaudan                    | Gerberge Ctesse de Provence x Gilbert de Gévaudan                    |                                                  |                                                  |                                                  |                                                  |                                         |                                         |                                         |                                         |                                     |                                     |                                     |                                     |  |  |  |  |  |  |  |  |  |  |  |  |  |  |  |  |  |  |  |  |  |  |  |  |  |  |  |  |  |  |  |  |  |  |  |  |
|                               |                               |                               |                               | Bertrand Ier Cte de Provence  | Bertrand Ier Cte de Provence  | Bertrand Ier Cte de Provence | Bertrand Ier Cte de Provence | Bertrand Ier Cte de Provence                | Bertrand Ier Cte de Provence                |                                             |                                             | Pons Cte de Toulouse                        | Pons Cte de Toulouse                        | Pons Cte de Toulouse                       | Pons Cte de Toulouse                       | Pons Cte de Toulouse                                  | Pons Cte de Toulouse                                  |                                                       |                                                       |                                                       |                                                       |                                            |                                            |                                         |                                         |                                  |                                  |                                  |                                  |                                              |                                              |                                              |                                              |                                              |                                              | Adélaïde Ctesse de Forcalquier x Armengol IV d'Urgel | Adélaïde Ctesse de Forcalquier x Armengol IV d'Urgel | Adélaïde Ctesse de Forcalquier x Armengol IV d'Urgel | Adélaïde Ctesse de Forcalquier x Armengol IV d'Urgel | Adélaïde Ctesse de Forcalquier x Armengol IV d'Urgel | Adélaïde Ctesse de Forcalquier x Armengol IV d'Urgel |                                   |                                   |                                          |                                          |                                          |                                          | Bertrand II Mis de Provence               | Bertrand II Mis de Provence               | Bertrand II Mis de Provence               | Bertrand II Mis de Provence               | Bertrand II Mis de Provence                         | Bertrand II Mis de Provence                   |                                               |                                               | Gerberge Ctesse de Provence x Gilbert de Gévaudan                    | Gerberge Ctesse de Provence x Gilbert de Gévaudan                    | Gerberge Ctesse de Provence x Gilbert de Gévaudan                    | Gerberge Ctesse de Provence x Gilbert de Gévaudan                    | Gerberge Ctesse de Provence x Gilbert de Gévaudan                    | Gerberge Ctesse de Provence x Gilbert de Gévaudan                    |                                                  |                                                  |                                                  |                                                  |                                         |                                         |                                         |                                         |                                     |                                     |                                     |                                     |  |  |  |  |  |  |  |  |  |  |  |  |  |  |  |  |  |  |  |  |  |  |  |  |  |  |  |  |  |  |  |  |  |  |  |  |
|                               |                               |                               |                               | Ne                            | Ne                            | Ne                           | Ne                           | Ne                                          | Ne                                          |                                             |                                             | Raymond IV Cte de Toulouse Mis de Provence  | Raymond IV Cte de Toulouse Mis de Provence  | Raymond IV Cte de Toulouse Mis de Provence | Raymond IV Cte de Toulouse Mis de Provence | Raymond IV Cte de Toulouse Mis de Provence            | Raymond IV Cte de Toulouse Mis de Provence            |                                                       |                                                       | Elvire de Castille                                    | Elvire de Castille                                    | Elvire de Castille                         | Elvire de Castille                         | Elvire de Castille                      | Elvire de Castille                      |                                  |                                  |                                  |                                  |                                              |                                              |                                              |                                              |                                              |                                              | Guillaume III Cte de Forcalquier                     | Guillaume III Cte de Forcalquier                     | Guillaume III Cte de Forcalquier                     | Guillaume III Cte de Forcalquier                     | Guillaume III Cte de Forcalquier                     | Guillaume III Cte de Forcalquier                     |                                   |                                   |                                          |                                          |                                          |                                          |                                           |                                           |                                           |                                           |                                                     |                                               |                                               |                                               |                                                                      |                                                                      |                                                                      |                                                                      |                                                                      |                                                                      |                                                  |                                                  |                                                  |                                                  |                                         |                                         |                                         |                                         |                                     |                                     |                                     |                                     |  |  |  |  |  |  |  |  |  |  |  |  |  |  |  |  |  |  |  |  |  |  |  |  |  |  |  |  |  |  |  |  |  |  |  |  |
|                               |                               |                               |                               | Ne                            | Ne                            | Ne                           | Ne                           | Ne                                          | Ne                                          |                                             |                                             | Raymond IV Cte de Toulouse Mis de Provence  | Raymond IV Cte de Toulouse Mis de Provence  | Raymond IV Cte de Toulouse Mis de Provence | Raymond IV Cte de Toulouse Mis de Provence | Raymond IV Cte de Toulouse Mis de Provence            | Raymond IV Cte de Toulouse Mis de Provence            |                                                       |                                                       | Elvire de Castille                                    | Elvire de Castille                                    | Elvire de Castille                         | Elvire de Castille                         | Elvire de Castille                      | Elvire de Castille                      |                                  |                                  |                                  |                                  |                                              |                                              |                                              |                                              |                                              |                                              | Guillaume III Cte de Forcalquier                     | Guillaume III Cte de Forcalquier                     | Guillaume III Cte de Forcalquier                     | Guillaume III Cte de Forcalquier                     | Guillaume III Cte de Forcalquier                     | Guillaume III Cte de Forcalquier                     |                                   |                                   |                                          |                                          |                                          |                                          |                                           |                                           |                                           |                                           |                                                     |                                               |                                               |                                               |                                                                      |                                                                      |                                                                      |                                                                      |                                                                      |                                                                      |                                                  |                                                  |                                                  |                                                  |                                         |                                         |                                         |                                         |                                     |                                     |                                     |                                     |  |  |  |  |  |  |  |  |  |  |  |  |  |  |  |  |  |  |  |  |  |  |  |  |  |  |  |  |  |  |  |  |  |  |  |  |
|                               |                               |                               |                               |                               |                               |                              |                              |                                             |                                             |                                             |                                             |                                             |                                             |                                            |                                            |                                                       |                                                       |                                                       |                                                       |                                                       |                                                       |                                            |                                            |                                         |                                         |                                  |                                  |                                  |                                  |                                              |                                              |                                              |                                              |                                              |                                              |                                                      |                                                      |                                                      |                                                      |                                                      |                                                      |                                   |                                   |                                          |                                          |                                          |                                          |                                           |                                           |                                           |                                           |                                                     |                                               |                                               |                                               |                                                                      |                                                                      |                                                                      |                                                                      |                                                                      |                                                                      |                                                  |                                                  |                                                  |                                                  |                                         |                                         |                                         |                                         |                                     |                                     |                                     |                                     |  |  |  |  |  |  |  |  |  |  |  |  |  |  |  |  |  |  |  |  |  |  |  |  |  |  |  |  |  |  |  |  |  |  |  |  |
|                               |                               |                               |                               |                               |                               |                              |                              |                                             |                                             |                                             |                                             |                                             |                                             |                                            |                                            |                                                       |                                                       |                                                       |                                                       |                                                       |                                                       |                                            |                                            |                                         |                                         |                                  |                                  |                                  |                                  |                                              |                                              |                                              |                                              |                                              |                                              |                                                      |                                                      |                                                      |                                                      |                                                      |                                                      |                                   |                                   |                                          |                                          |                                          |                                          |                                           |                                           |                                           |                                           |                                                     |                                               |                                               |                                               |                                                                      |                                                                      |                                                                      |                                                                      |                                                                      |                                                                      |                                                  |                                                  |                                                  |                                                  |                                         |                                         |                                         |                                         |                                     |                                     |                                     |                                     |  |  |  |  |  |  |  |  |  |  |  |  |  |  |  |  |  |  |  |  |  |  |  |  |  |  |  |  |  |  |  |  |  |  |  |  |
|                               |                               |                               |                               |                               |                               |                              |                              | Bertrand III Cte de Tripoli Mis de Provence | Bertrand III Cte de Tripoli Mis de Provence | Bertrand III Cte de Tripoli Mis de Provence | Bertrand III Cte de Tripoli Mis de Provence | Bertrand III Cte de Tripoli Mis de Provence | Bertrand III Cte de Tripoli Mis de Provence |                                            |                                            | Alphonse Ier Jourdain Cte de Toulouse Mis de Provence | Alphonse Ier Jourdain Cte de Toulouse Mis de Provence | Alphonse Ier Jourdain Cte de Toulouse Mis de Provence | Alphonse Ier Jourdain Cte de Toulouse Mis de Provence | Alphonse Ier Jourdain Cte de Toulouse Mis de Provence | Alphonse Ier Jourdain Cte de Toulouse Mis de Provence |                                            |                                            |                                         |                                         |                                  |                                  |                                  |                                  |                                              |                                              | Guigues Cte de Forcalquier                   | Guigues Cte de Forcalquier                   | Guigues Cte de Forcalquier                   | Guigues Cte de Forcalquier                   | Guigues Cte de Forcalquier                           | Guigues Cte de Forcalquier                           |                                                      |                                                      | Bertrand Ier Cte de Forcalquier                      | Bertrand Ier Cte de Forcalquier                      | Bertrand Ier Cte de Forcalquier   | Bertrand Ier Cte de Forcalquier   | Bertrand Ier Cte de Forcalquier          | Bertrand Ier Cte de Forcalquier          |                                          |                                          |                                           |                                           |                                           |                                           |                                                     |                                               |                                               |                                               | Douce Ire Ctesse de Provence x Raimond-Bérenger III Cte de Barcelone | Douce Ire Ctesse de Provence x Raimond-Bérenger III Cte de Barcelone | Douce Ire Ctesse de Provence x Raimond-Bérenger III Cte de Barcelone | Douce Ire Ctesse de Provence x Raimond-Bérenger III Cte de Barcelone | Douce Ire Ctesse de Provence x Raimond-Bérenger III Cte de Barcelone | Douce Ire Ctesse de Provence x Raimond-Bérenger III Cte de Barcelone |                                                  |                                                  | Étiennette x Raymond Seigneur des Baux.          | Étiennette x Raymond Seigneur des Baux.          | Étiennette x Raymond Seigneur des Baux. | Étiennette x Raymond Seigneur des Baux. | Étiennette x Raymond Seigneur des Baux. | Étiennette x Raymond Seigneur des Baux. |                                     |                                     |                                     |                                     |  |  |  |  |  |  |  |  |  |  |  |  |  |  |  |  |  |  |  |  |  |  |  |  |  |  |  |  |  |  |  |  |  |  |  |  |
|                               |                               |                               |                               |                               |                               |                              |                              | Bertrand III Cte de Tripoli Mis de Provence | Bertrand III Cte de Tripoli Mis de Provence | Bertrand III Cte de Tripoli Mis de Provence | Bertrand III Cte de Tripoli Mis de Provence | Bertrand III Cte de Tripoli Mis de Provence | Bertrand III Cte de Tripoli Mis de Provence |                                            |                                            | Alphonse Ier Jourdain Cte de Toulouse Mis de Provence | Alphonse Ier Jourdain Cte de Toulouse Mis de Provence | Alphonse Ier Jourdain Cte de Toulouse Mis de Provence | Alphonse Ier Jourdain Cte de Toulouse Mis de Provence | Alphonse Ier Jourdain Cte de Toulouse Mis de Provence | Alphonse Ier Jourdain Cte de Toulouse Mis de Provence |                                            |                                            |                                         |                                         |                                  |                                  |                                  |                                  |                                              |                                              | Guigues Cte de Forcalquier                   | Guigues Cte de Forcalquier                   | Guigues Cte de Forcalquier                   | Guigues Cte de Forcalquier                   | Guigues Cte de Forcalquier                           | Guigues Cte de Forcalquier                           |                                                      |                                                      | Bertrand Ier Cte de Forcalquier                      | Bertrand Ier Cte de Forcalquier                      | Bertrand Ier Cte de Forcalquier   | Bertrand Ier Cte de Forcalquier   | Bertrand Ier Cte de Forcalquier          | Bertrand Ier Cte de Forcalquier          |                                          |                                          |                                           |                                           |                                           |                                           |                                                     |                                               |                                               |                                               | Douce Ire Ctesse de Provence x Raimond-Bérenger III Cte de Barcelone | Douce Ire Ctesse de Provence x Raimond-Bérenger III Cte de Barcelone | Douce Ire Ctesse de Provence x Raimond-Bérenger III Cte de Barcelone | Douce Ire Ctesse de Provence x Raimond-Bérenger III Cte de Barcelone | Douce Ire Ctesse de Provence x Raimond-Bérenger III Cte de Barcelone | Douce Ire Ctesse de Provence x Raimond-Bérenger III Cte de Barcelone |                                                  |                                                  | Étiennette x Raymond Seigneur des Baux.          | Étiennette x Raymond Seigneur des Baux.          | Étiennette x Raymond Seigneur des Baux. | Étiennette x Raymond Seigneur des Baux. | Étiennette x Raymond Seigneur des Baux. | Étiennette x Raymond Seigneur des Baux. |                                     |                                     |                                     |                                     |  |  |  |  |  |  |  |  |  |  |  |  |  |  |  |  |  |  |  |  |  |  |  |  |  |  |  |  |  |  |  |  |  |  |  |  |
|                               |                               |                               |                               |                               |                               |                              |                              |                                             |                                             |                                             |                                             |                                             |                                             |                                            |                                            |                                                       |                                                       |                                                       |                                                       |                                                       |                                                       |                                            |                                            |                                         |                                         |                                  |                                  |                                  |                                  |                                              |                                              |                                              |                                              |                                              |                                              |                                                      |                                                      |                                                      |                                                      |                                                      |                                                      |                                   |                                   |                                          |                                          |                                          |                                          |                                           |                                           |                                           |                                           |                                                     |                                               |                                               |                                               |                                                                      |                                                                      |                                                                      |                                                                      |                                                                      |                                                                      |                                                  |                                                  |                                                  |                                                  |                                         |                                         |                                         |                                         |                                     |                                     |                                     |                                     |  |  |  |  |  |  |  |  |  |  |  |  |  |  |  |  |  |  |  |  |  |  |  |  |  |  |  |  |  |  |  |  |  |  |  |  |
|                               |                               |                               |                               |                               |                               |                              |                              |                                             |                                             |                                             |                                             |                                             |                                             |                                            |                                            | Raymond V Cte de Toulouse Mis de Provence             | Raymond V Cte de Toulouse Mis de Provence             | Raymond V Cte de Toulouse Mis de Provence             | Raymond V Cte de Toulouse Mis de Provence             | Raymond V Cte de Toulouse Mis de Provence             | Raymond V Cte de Toulouse Mis de Provence             |                                            |                                            |                                         |                                         |                                  |                                  |                                  |                                  |                                              |                                              |                                              |                                              |                                              |                                              | Bertrand II Cte de Forcalquier                       | Bertrand II Cte de Forcalquier                       | Bertrand II Cte de Forcalquier                       | Bertrand II Cte de Forcalquier                       | Bertrand II Cte de Forcalquier                       | Bertrand II Cte de Forcalquier                       |                                   |                                   | Guillaume IV Cte de Forcalquier          | Guillaume IV Cte de Forcalquier          | Guillaume IV Cte de Forcalquier          | Guillaume IV Cte de Forcalquier          | Guillaume IV Cte de Forcalquier           | Guillaume IV Cte de Forcalquier           |                                           |                                           |                                                     |                                               | Raimond-Bérenger IV Cte de Barcelone          | Raimond-Bérenger IV Cte de Barcelone          | Raimond-Bérenger IV Cte de Barcelone                                 | Raimond-Bérenger IV Cte de Barcelone                                 | Raimond-Bérenger IV Cte de Barcelone                                 | Raimond-Bérenger IV Cte de Barcelone                                 |                                                                      |                                                                      |                                                  |                                                  |                                                  |                                                  |                                         |                                         | Bérenger Raimond Cte de Provence        | Bérenger Raimond Cte de Provence        | Bérenger Raimond Cte de Provence    | Bérenger Raimond Cte de Provence    | Bérenger Raimond Cte de Provence    | Bérenger Raimond Cte de Provence    |  |  |  |  |  |  |  |  |  |  |  |  |  |  |  |  |  |  |  |  |  |  |  |  |  |  |  |  |  |  |  |  |  |  |  |  |
|                               |                               |                               |                               |                               |                               |                              |                              |                                             |                                             |                                             |                                             |                                             |                                             |                                            |                                            | Raymond V Cte de Toulouse Mis de Provence             | Raymond V Cte de Toulouse Mis de Provence             | Raymond V Cte de Toulouse Mis de Provence             | Raymond V Cte de Toulouse Mis de Provence             | Raymond V Cte de Toulouse Mis de Provence             | Raymond V Cte de Toulouse Mis de Provence             |                                            |                                            |                                         |                                         |                                  |                                  |                                  |                                  |                                              |                                              |                                              |                                              |                                              |                                              | Bertrand II Cte de Forcalquier                       | Bertrand II Cte de Forcalquier                       | Bertrand II Cte de Forcalquier                       | Bertrand II Cte de Forcalquier                       | Bertrand II Cte de Forcalquier                       | Bertrand II Cte de Forcalquier                       |                                   |                                   | Guillaume IV Cte de Forcalquier          | Guillaume IV Cte de Forcalquier          | Guillaume IV Cte de Forcalquier          | Guillaume IV Cte de Forcalquier          | Guillaume IV Cte de Forcalquier           | Guillaume IV Cte de Forcalquier           |                                           |                                           |                                                     |                                               | Raimond-Bérenger IV Cte de Barcelone          | Raimond-Bérenger IV Cte de Barcelone          | Raimond-Bérenger IV Cte de Barcelone                                 | Raimond-Bérenger IV Cte de Barcelone                                 | Raimond-Bérenger IV Cte de Barcelone                                 | Raimond-Bérenger IV Cte de Barcelone                                 |                                                                      |                                                                      |                                                  |                                                  |                                                  |                                                  |                                         |                                         | Bérenger Raimond Cte de Provence        | Bérenger Raimond Cte de Provence        | Bérenger Raimond Cte de Provence    | Bérenger Raimond Cte de Provence    | Bérenger Raimond Cte de Provence    | Bérenger Raimond Cte de Provence    |  |  |  |  |  |  |  |  |  |  |  |  |  |  |  |  |  |  |  |  |  |  |  |  |  |  |  |  |  |  |  |  |  |  |  |  |
|                               |                               |                               |                               |                               |                               |                              |                              |                                             |                                             |                                             |                                             |                                             |                                             |                                            |                                            |                                                       |                                                       |                                                       |                                                       |                                                       |                                                       |                                            |                                            |                                         |                                         |                                  |                                  |                                  |                                  |                                              |                                              |                                              |                                              |                                              |                                              |                                                      |                                                      |                                                      |                                                      |                                                      |                                                      |                                   |                                   |                                          |                                          |                                          |                                          |                                           |                                           |                                           |                                           |                                                     |                                               |                                               |                                               |                                                                      |                                                                      |                                                                      |                                                                      |                                                                      |                                                                      |                                                  |                                                  |                                                  |                                                  |                                         |                                         |                                         |                                         |                                     |                                     |                                     |                                     |  |  |  |  |  |  |  |  |  |  |  |  |  |  |  |  |  |  |  |  |  |  |  |  |  |  |  |  |  |  |  |  |  |  |  |  |
|                               |                               |                               |                               |                               |                               |                              |                              |                                             |                                             |                                             |                                             |                                             |                                             |                                            |                                            | Raymond VI Cte de Toulouse Mis de Provence            | Raymond VI Cte de Toulouse Mis de Provence            | Raymond VI Cte de Toulouse Mis de Provence            | Raymond VI Cte de Toulouse Mis de Provence            | Raymond VI Cte de Toulouse Mis de Provence            | Raymond VI Cte de Toulouse Mis de Provence            |                                            |                                            |                                         |                                         |                                  |                                  |                                  |                                  |                                              |                                              |                                              |                                              |                                              |                                              |                                                      |                                                      |                                                      |                                                      |                                                      |                                                      |                                   |                                   | Gersende x Rénier de Sabran              | Gersende x Rénier de Sabran              | Gersende x Rénier de Sabran              | Gersende x Rénier de Sabran              | Gersende x Rénier de Sabran               | Gersende x Rénier de Sabran               |                                           |                                           | Alphonse II Roi d'Aragon Cte de Provence            | Alphonse II Roi d'Aragon Cte de Provence      | Alphonse II Roi d'Aragon Cte de Provence      | Alphonse II Roi d'Aragon Cte de Provence      | Alphonse II Roi d'Aragon Cte de Provence                             | Alphonse II Roi d'Aragon Cte de Provence                             |                                                                      |                                                                      | Raimond-Bérenger III de Provence Cte de Provence                     | Raimond-Bérenger III de Provence Cte de Provence                     | Raimond-Bérenger III de Provence Cte de Provence | Raimond-Bérenger III de Provence Cte de Provence | Raimond-Bérenger III de Provence Cte de Provence | Raimond-Bérenger III de Provence Cte de Provence |                                         |                                         | Raimond-Bérenger II Cte de Provence     | Raimond-Bérenger II Cte de Provence     | Raimond-Bérenger II Cte de Provence | Raimond-Bérenger II Cte de Provence | Raimond-Bérenger II Cte de Provence | Raimond-Bérenger II Cte de Provence |  |  |  |  |  |  |  |  |  |  |  |  |  |  |  |  |  |  |  |  |  |  |  |  |  |  |  |  |  |  |  |  |  |  |  |  |
|                               |                               |                               |                               |                               |                               |                              |                              |                                             |                                             |                                             |                                             |                                             |                                             |                                            |                                            | Raymond VI Cte de Toulouse Mis de Provence            | Raymond VI Cte de Toulouse Mis de Provence            | Raymond VI Cte de Toulouse Mis de Provence            | Raymond VI Cte de Toulouse Mis de Provence            | Raymond VI Cte de Toulouse Mis de Provence            | Raymond VI Cte de Toulouse Mis de Provence            |                                            |                                            |                                         |                                         |                                  |                                  |                                  |                                  |                                              |                                              |                                              |                                              |                                              |                                              |                                                      |                                                      |                                                      |                                                      |                                                      |                                                      |                                   |                                   | Gersende x Rénier de Sabran              | Gersende x Rénier de Sabran              | Gersende x Rénier de Sabran              | Gersende x Rénier de Sabran              | Gersende x Rénier de Sabran               | Gersende x Rénier de Sabran               |                                           |                                           | Alphonse II Roi d'Aragon Cte de Provence            | Alphonse II Roi d'Aragon Cte de Provence      | Alphonse II Roi d'Aragon Cte de Provence      | Alphonse II Roi d'Aragon Cte de Provence      | Alphonse II Roi d'Aragon Cte de Provence                             | Alphonse II Roi d'Aragon Cte de Provence                             |                                                                      |                                                                      | Raimond-Bérenger III de Provence Cte de Provence                     | Raimond-Bérenger III de Provence Cte de Provence                     | Raimond-Bérenger III de Provence Cte de Provence | Raimond-Bérenger III de Provence Cte de Provence | Raimond-Bérenger III de Provence Cte de Provence | Raimond-Bérenger III de Provence Cte de Provence |                                         |                                         | Raimond-Bérenger II Cte de Provence     | Raimond-Bérenger II Cte de Provence     | Raimond-Bérenger II Cte de Provence | Raimond-Bérenger II Cte de Provence | Raimond-Bérenger II Cte de Provence | Raimond-Bérenger II Cte de Provence |  |  |  |  |  |  |  |  |  |  |  |  |  |  |  |  |  |  |  |  |  |  |  |  |  |  |  |  |  |  |  |  |  |  |  |  |
|                               |                               |                               |                               |                               |                               |                              |                              |                                             |                                             |                                             |                                             |                                             |                                             |                                            |                                            | Raymond VII Cte de Toulouse Mis de Provence           | Raymond VII Cte de Toulouse Mis de Provence           | Raymond VII Cte de Toulouse Mis de Provence           | Raymond VII Cte de Toulouse Mis de Provence           | Raymond VII Cte de Toulouse Mis de Provence           | Raymond VII Cte de Toulouse Mis de Provence           |                                            |                                            |                                         |                                         |                                  |                                  |                                  |                                  |                                              |                                              |                                              |                                              |                                              |                                              |                                                      |                                                      |                                                      |                                                      |                                                      |                                                      |                                   |                                   | Gersende Ctesse de Forcalquier           | Gersende Ctesse de Forcalquier           | Gersende Ctesse de Forcalquier           | Gersende Ctesse de Forcalquier           | Gersende Ctesse de Forcalquier            | Gersende Ctesse de Forcalquier            |                                           |                                           | Alphonse II Cte de Provence                         | Alphonse II Cte de Provence                   | Alphonse II Cte de Provence                   | Alphonse II Cte de Provence                   | Alphonse II Cte de Provence                                          | Alphonse II Cte de Provence                                          |                                                                      |                                                                      |                                                                      |                                                                      |                                                  |                                                  |                                                  |                                                  |                                         |                                         | Douce II Ctesse de Provence             | Douce II Ctesse de Provence             | Douce II Ctesse de Provence         | Douce II Ctesse de Provence         | Douce II Ctesse de Provence         | Douce II Ctesse de Provence         |  |  |  |  |  |  |  |  |  |  |  |  |  |  |  |  |  |  |  |  |  |  |  |  |  |  |  |  |  |  |  |  |  |  |  |  |
|                               |                               |                               |                               |                               |                               |                              |                              |                                             |                                             |                                             |                                             |                                             |                                             |                                            |                                            | Raymond VII Cte de Toulouse Mis de Provence           | Raymond VII Cte de Toulouse Mis de Provence           | Raymond VII Cte de Toulouse Mis de Provence           | Raymond VII Cte de Toulouse Mis de Provence           | Raymond VII Cte de Toulouse Mis de Provence           | Raymond VII Cte de Toulouse Mis de Provence           |                                            |                                            |                                         |                                         |                                  |                                  |                                  |                                  |                                              |                                              |                                              |                                              |                                              |                                              |                                                      |                                                      |                                                      |                                                      |                                                      |                                                      |                                   |                                   | Gersende Ctesse de Forcalquier           | Gersende Ctesse de Forcalquier           | Gersende Ctesse de Forcalquier           | Gersende Ctesse de Forcalquier           | Gersende Ctesse de Forcalquier            | Gersende Ctesse de Forcalquier            |                                           |                                           | Alphonse II Cte de Provence                         | Alphonse II Cte de Provence                   | Alphonse II Cte de Provence                   | Alphonse II Cte de Provence                   | Alphonse II Cte de Provence                                          | Alphonse II Cte de Provence                                          |                                                                      |                                                                      |                                                                      |                                                                      |                                                  |                                                  |                                                  |                                                  |                                         |                                         | Douce II Ctesse de Provence             | Douce II Ctesse de Provence             | Douce II Ctesse de Provence         | Douce II Ctesse de Provence         | Douce II Ctesse de Provence         | Douce II Ctesse de Provence         |  |  |  |  |  |  |  |  |  |  |  |  |  |  |  |  |  |  |  |  |  |  |  |  |  |  |  |  |  |  |  |  |  |  |  |  |
|                               |                               |                               |                               |                               |                               |                              |                              |                                             |                                             |                                             |                                             |                                             |                                             |                                            |                                            |                                                       |                                                       |                                                       |                                                       |                                                       |                                                       |                                            |                                            |                                         |                                         |                                  |                                  |                                  |                                  |                                              |                                              |                                              |                                              |                                              |                                              |                                                      |                                                      |                                                      |                                                      |                                                      |                                                      |                                   |                                   |                                          |                                          |                                          |                                          |                                           |                                           |                                           |                                           |                                                     |                                               |                                               |                                               |                                                                      |                                                                      |                                                                      |                                                                      |                                                                      |                                                                      |                                                  |                                                  |                                                  |                                                  |                                         |                                         |                                         |                                         |                                     |                                     |                                     |                                     |  |  |  |  |  |  |  |  |  |  |  |  |  |  |  |  |  |  |  |  |  |  |  |  |  |  |  |  |  |  |  |  |  |  |  |  |
|                               |                               |                               |                               |                               |                               |                              |                              |                                             |                                             |                                             |                                             |                                             |                                             |                                            |                                            |                                                       |                                                       |                                                       |                                                       |                                                       |                                                       |                                            |                                            |                                         |                                         |                                  |                                  |                                  |                                  |                                              |                                              | Louis VIII Roi de France                     | Louis VIII Roi de France                     | Louis VIII Roi de France                     | Louis VIII Roi de France                     | Louis VIII Roi de France                             | Louis VIII Roi de France                             |                                                      |                                                      |                                                      |                                                      |                                   |                                   |                                          |                                          |                                          |                                          | Raimond-Bérenger IV Cte de Provence       | Raimond-Bérenger IV Cte de Provence       | Raimond-Bérenger IV Cte de Provence       | Raimond-Bérenger IV Cte de Provence       | Raimond-Bérenger IV Cte de Provence                 | Raimond-Bérenger IV Cte de Provence           |                                               |                                               |                                                                      |                                                                      |                                                                      |                                                                      |                                                                      |                                                                      |                                                  |                                                  |                                                  |                                                  |                                         |                                         |                                         |                                         |                                     |                                     |                                     |                                     |  |  |  |  |  |  |  |  |  |  |  |  |  |  |  |  |  |  |  |  |  |  |  |  |  |  |  |  |  |  |  |  |  |  |  |  |
|                               |                               |                               |                               |                               |                               |                              |                              |                                             |                                             |                                             |                                             |                                             |                                             |                                            |                                            |                                                       |                                                       |                                                       |                                                       |                                                       |                                                       |                                            |                                            |                                         |                                         |                                  |                                  |                                  |                                  |                                              |                                              | Louis VIII Roi de France                     | Louis VIII Roi de France                     | Louis VIII Roi de France                     | Louis VIII Roi de France                     | Louis VIII Roi de France                             | Louis VIII Roi de France                             |                                                      |                                                      |                                                      |                                                      |                                   |                                   |                                          |                                          |                                          |                                          | Raimond-Bérenger IV Cte de Provence       | Raimond-Bérenger IV Cte de Provence       | Raimond-Bérenger IV Cte de Provence       | Raimond-Bérenger IV Cte de Provence       | Raimond-Bérenger IV Cte de Provence                 | Raimond-Bérenger IV Cte de Provence           |                                               |                                               |                                                                      |                                                                      |                                                                      |                                                                      |                                                                      |                                                                      |                                                  |                                                  |                                                  |                                                  |                                         |                                         |                                         |                                         |                                     |                                     |                                     |                                     |  |  |  |  |  |  |  |  |  |  |  |  |  |  |  |  |  |  |  |  |  |  |  |  |  |  |  |  |  |  |  |  |  |  |  |  |
|                               |                               |                               |                               |                               |                               |                              |                              |                                             |                                             |                                             |                                             |                                             |                                             |                                            |                                            |                                                       |                                                       |                                                       |                                                       |                                                       |                                                       |                                            |                                            |                                         |                                         |                                  |                                  |                                  |                                  |                                              |                                              |                                              |                                              |                                              |                                              |                                                      |                                                      |                                                      |                                                      |                                                      |                                                      |                                   |                                   |                                          |                                          |                                          |                                          |                                           |                                           |                                           |                                           |                                                     |                                               |                                               |                                               |                                                                      |                                                                      |                                                                      |                                                                      |                                                                      |                                                                      |                                                  |                                                  |                                                  |                                                  |                                         |                                         |                                         |                                         |                                     |                                     |                                     |                                     |  |  |  |  |  |  |  |  |  |  |  |  |  |  |  |  |  |  |  |  |  |  |  |  |  |  |  |  |  |  |  |  |  |  |  |  |
|                               |                               |                               |                               |                               |                               |                              |                              |                                             |                                             |                                             |                                             |                                             |                                             |                                            |                                            | Jeanne Ctesse de Toulouse Mise de Provence            | Jeanne Ctesse de Toulouse Mise de Provence            | Jeanne Ctesse de Toulouse Mise de Provence            | Jeanne Ctesse de Toulouse Mise de Provence            | Jeanne Ctesse de Toulouse Mise de Provence            | Jeanne Ctesse de Toulouse Mise de Provence            |                                            |                                            | Alphonse II Cte de Poitiers             | Alphonse II Cte de Poitiers             | Alphonse II Cte de Poitiers      | Alphonse II Cte de Poitiers      | Alphonse II Cte de Poitiers      | Alphonse II Cte de Poitiers      |                                              |                                              | Saint Louis Roi de France                    | Saint Louis Roi de France                    | Saint Louis Roi de France                    | Saint Louis Roi de France                    | Saint Louis Roi de France                            | Saint Louis Roi de France                            |                                                      |                                                      | Charles Ier d'Anjou Roi de Sicile                    | Charles Ier d'Anjou Roi de Sicile                    | Charles Ier d'Anjou Roi de Sicile | Charles Ier d'Anjou Roi de Sicile | Charles Ier d'Anjou Roi de Sicile        | Charles Ier d'Anjou Roi de Sicile        |                                          |                                          | Béatrice Ctesse de Provence               | Béatrice Ctesse de Provence               | Béatrice Ctesse de Provence               | Béatrice Ctesse de Provence               | Béatrice Ctesse de Provence                         | Béatrice Ctesse de Provence                   |                                               |                                               |                                                                      |                                                                      |                                                                      |                                                                      |                                                                      |                                                                      |                                                  |                                                  |                                                  |                                                  |                                         |                                         |                                         |                                         |                                     |                                     |                                     |                                     |  |  |  |  |  |  |  |  |  |  |  |  |  |  |  |  |  |  |  |  |  |  |  |  |  |  |  |  |  |  |  |  |  |  |  |  |
|                               |                               |                               |                               |                               |                               |                              |                              |                                             |                                             |                                             |                                             |                                             |                                             |                                            |                                            | Jeanne Ctesse de Toulouse Mise de Provence            | Jeanne Ctesse de Toulouse Mise de Provence            | Jeanne Ctesse de Toulouse Mise de Provence            | Jeanne Ctesse de Toulouse Mise de Provence            | Jeanne Ctesse de Toulouse Mise de Provence            | Jeanne Ctesse de Toulouse Mise de Provence            |                                            |                                            | Alphonse II Cte de Poitiers             | Alphonse II Cte de Poitiers             | Alphonse II Cte de Poitiers      | Alphonse II Cte de Poitiers      | Alphonse II Cte de Poitiers      | Alphonse II Cte de Poitiers      |                                              |                                              | Saint Louis Roi de France                    | Saint Louis Roi de France                    | Saint Louis Roi de France                    | Saint Louis Roi de France                    | Saint Louis Roi de France                            | Saint Louis Roi de France                            |                                                      |                                                      | Charles Ier d'Anjou Roi de Sicile                    | Charles Ier d'Anjou Roi de Sicile                    | Charles Ier d'Anjou Roi de Sicile | Charles Ier d'Anjou Roi de Sicile | Charles Ier d'Anjou Roi de Sicile        | Charles Ier d'Anjou Roi de Sicile        |                                          |                                          | Béatrice Ctesse de Provence               | Béatrice Ctesse de Provence               | Béatrice Ctesse de Provence               | Béatrice Ctesse de Provence               | Béatrice Ctesse de Provence                         | Béatrice Ctesse de Provence                   |                                               |                                               |                                                                      |                                                                      |                                                                      |                                                                      |                                                                      |                                                                      |                                                  |                                                  |                                                  |                                                  |                                         |                                         |                                         |                                         |                                     |                                     |                                     |                                     |  |  |  |  |  |  |  |  |  |  |  |  |  |  |  |  |  |  |  |  |  |  |  |  |  |  |  |  |  |  |  |  |  |  |  |  |
|                               |                               |                               |                               |                               |                               |                              |                              |                                             |                                             |                                             |                                             |                                             |                                             |                                            |                                            |                                                       |                                                       |                                                       |                                                       |                                                       |                                                       |                                            |                                            |                                         |                                         |                                  |                                  |                                  |                                  |                                              |                                              |                                              |                                              |                                              |                                              |                                                      |                                                      |                                                      |                                                      |                                                      |                                                      |                                   |                                   |                                          |                                          |                                          |                                          |                                           |                                           |                                           |                                           |                                                     |                                               |                                               |                                               |                                                                      |                                                                      |                                                                      |                                                                      |                                                                      |                                                                      |                                                  |                                                  |                                                  |                                                  |                                         |                                         |                                         |                                         |                                     |                                     |                                     |                                     |  |  |  |  |  |  |  |  |  |  |  |  |  |  |  |  |  |  |  |  |  |  |  |  |  |  |  |  |  |  |  |  |  |  |  |  |
|                               |                               |                               |                               |                               |                               |                              |                              |                                             |                                             |                                             |                                             |                                             |                                             |                                            |                                            |                                                       |                                                       |                                                       |                                                       |                                                       |                                                       |                                            |                                            |                                         |                                         |                                  |                                  |                                  |                                  |                                              |                                              | Philippe III Roi de France                   | Philippe III Roi de France                   | Philippe III Roi de France                   | Philippe III Roi de France                   | Philippe III Roi de France                           | Philippe III Roi de France                           |                                                      |                                                      |                                                      |                                                      |                                   |                                   | Charles II Roi de Naples Cte de Provence | Charles II Roi de Naples Cte de Provence | Charles II Roi de Naples Cte de Provence | Charles II Roi de Naples Cte de Provence | Charles II Roi de Naples Cte de Provence  | Charles II Roi de Naples Cte de Provence  |                                           |                                           |                                                     |                                               |                                               |                                               |                                                                      |                                                                      |                                                                      |                                                                      |                                                                      |                                                                      |                                                  |                                                  |                                                  |                                                  |                                         |                                         |                                         |                                         |                                     |                                     |                                     |                                     |  |  |  |  |  |  |  |  |  |  |  |  |  |  |  |  |  |  |  |  |  |  |  |  |  |  |  |  |  |  |  |  |  |  |  |  |
|                               |                               |                               |                               |                               |                               |                              |                              |                                             |                                             |                                             |                                             |                                             |                                             |                                            |                                            |                                                       |                                                       |                                                       |                                                       |                                                       |                                                       |                                            |                                            |                                         |                                         |                                  |                                  |                                  |                                  |                                              |                                              | Philippe III Roi de France                   | Philippe III Roi de France                   | Philippe III Roi de France                   | Philippe III Roi de France                   | Philippe III Roi de France                           | Philippe III Roi de France                           |                                                      |                                                      |                                                      |                                                      |                                   |                                   | Charles II Roi de Naples Cte de Provence | Charles II Roi de Naples Cte de Provence | Charles II Roi de Naples Cte de Provence | Charles II Roi de Naples Cte de Provence | Charles II Roi de Naples Cte de Provence  | Charles II Roi de Naples Cte de Provence  |                                           |                                           |                                                     |                                               |                                               |                                               |                                                                      |                                                                      |                                                                      |                                                                      |                                                                      |                                                                      |                                                  |                                                  |                                                  |                                                  |                                         |                                         |                                         |                                         |                                     |                                     |                                     |                                     |  |  |  |  |  |  |  |  |  |  |  |  |  |  |  |  |  |  |  |  |  |  |  |  |  |  |  |  |  |  |  |  |  |  |  |  |
|                               |                               |                               |                               |                               |                               |                              |                              |                                             |                                             |                                             |                                             |                                             |                                             |                                            |                                            |                                                       |                                                       |                                                       |                                                       |                                                       |                                                       |                                            |                                            |                                         |                                         |                                  |                                  |                                  |                                  |                                              |                                              |                                              |                                              |                                              |                                              |                                                      |                                                      |                                                      |                                                      |                                                      |                                                      |                                   |                                   |                                          |                                          |                                          |                                          |                                           |                                           |                                           |                                           |                                                     |                                               |                                               |                                               |                                                                      |                                                                      |                                                                      |                                                                      |                                                                      |                                                                      |                                                  |                                                  |                                                  |                                                  |                                         |                                         |                                         |                                         |                                     |                                     |                                     |                                     |  |  |  |  |  |  |  |  |  |  |  |  |  |  |  |  |  |  |  |  |  |  |  |  |  |  |  |  |  |  |  |  |  |  |  |  |
|                               |                               |                               |                               |                               |                               |                              |                              |                                             |                                             |                                             |                                             |                                             |                                             |                                            |                                            |                                                       |                                                       |                                                       |                                                       |                                                       |                                                       |                                            |                                            | Philippe IV le Bel Roi de France        | Philippe IV le Bel Roi de France        | Philippe IV le Bel Roi de France | Philippe IV le Bel Roi de France | Philippe IV le Bel Roi de France | Philippe IV le Bel Roi de France |                                              |                                              | Charles Cte de Valois                        | Charles Cte de Valois                        | Charles Cte de Valois                        | Charles Cte de Valois                        | Charles Cte de Valois                                | Charles Cte de Valois                                |                                                      |                                                      | Marguerite                                           | Marguerite                                           | Marguerite                        | Marguerite                        | Marguerite                               | Marguerite                               |                                          |                                          | Robert Roi de Naples Cte de Provence      | Robert Roi de Naples Cte de Provence      | Robert Roi de Naples Cte de Provence      | Robert Roi de Naples Cte de Provence      | Robert Roi de Naples Cte de Provence                | Robert Roi de Naples Cte de Provence          |                                               |                                               |                                                                      |                                                                      |                                                                      |                                                                      |                                                                      |                                                                      |                                                  |                                                  |                                                  |                                                  |                                         |                                         |                                         |                                         |                                     |                                     |                                     |                                     |  |  |  |  |  |  |  |  |  |  |  |  |  |  |  |  |  |  |  |  |  |  |  |  |  |  |  |  |  |  |  |  |  |  |  |  |
|                               |                               |                               |                               |                               |                               |                              |                              |                                             |                                             |                                             |                                             |                                             |                                             |                                            |                                            |                                                       |                                                       |                                                       |                                                       |                                                       |                                                       |                                            |                                            | Philippe IV le Bel Roi de France        | Philippe IV le Bel Roi de France        | Philippe IV le Bel Roi de France | Philippe IV le Bel Roi de France | Philippe IV le Bel Roi de France | Philippe IV le Bel Roi de France |                                              |                                              | Charles Cte de Valois                        | Charles Cte de Valois                        | Charles Cte de Valois                        | Charles Cte de Valois                        | Charles Cte de Valois                                | Charles Cte de Valois                                |                                                      |                                                      | Marguerite                                           | Marguerite                                           | Marguerite                        | Marguerite                        | Marguerite                               | Marguerite                               |                                          |                                          | Robert Roi de Naples Cte de Provence      | Robert Roi de Naples Cte de Provence      | Robert Roi de Naples Cte de Provence      | Robert Roi de Naples Cte de Provence      | Robert Roi de Naples Cte de Provence                | Robert Roi de Naples Cte de Provence          |                                               |                                               |                                                                      |                                                                      |                                                                      |                                                                      |                                                                      |                                                                      |                                                  |                                                  |                                                  |                                                  |                                         |                                         |                                         |                                         |                                     |                                     |                                     |                                     |  |  |  |  |  |  |  |  |  |  |  |  |  |  |  |  |  |  |  |  |  |  |  |  |  |  |  |  |  |  |  |  |  |  |  |  |
|                               |                               |                               |                               |                               |                               |                              |                              |                                             |                                             |                                             |                                             |                                             |                                             |                                            |                                            |                                                       |                                                       |                                                       |                                                       |                                                       |                                                       |                                            |                                            |                                         |                                         |                                  |                                  |                                  |                                  |                                              |                                              |                                              |                                              |                                              |                                              |                                                      |                                                      |                                                      |                                                      |                                                      |                                                      |                                   |                                   |                                          |                                          |                                          |                                          |                                           |                                           |                                           |                                           |                                                     |                                               |                                               |                                               |                                                                      |                                                                      |                                                                      |                                                                      |                                                                      |                                                                      |                                                  |                                                  |                                                  |                                                  |                                         |                                         |                                         |                                         |                                     |                                     |                                     |                                     |  |  |  |  |  |  |  |  |  |  |  |  |  |  |  |  |  |  |  |  |  |  |  |  |  |  |  |  |  |  |  |  |  |  |  |  |
|                               |                               |                               |                               |                               |                               |                              |                              |                                             |                                             |                                             |                                             |                                             |                                             |                                            |                                            |                                                       |                                                       |                                                       |                                                       |                                                       |                                                       |                                            |                                            |                                         |                                         |                                  |                                  |                                  |                                  |                                              |                                              |                                              |                                              |                                              |                                              | Philippe VI Roi de France                            | Philippe VI Roi de France                            | Philippe VI Roi de France                            | Philippe VI Roi de France                            | Philippe VI Roi de France                            | Philippe VI Roi de France                            |                                   |                                   |                                          |                                          |                                          |                                          | Charles Duc de Calabre                    | Charles Duc de Calabre                    | Charles Duc de Calabre                    | Charles Duc de Calabre                    | Charles Duc de Calabre                              | Charles Duc de Calabre                        |                                               |                                               |                                                                      |                                                                      |                                                                      |                                                                      |                                                                      |                                                                      |                                                  |                                                  |                                                  |                                                  |                                         |                                         |                                         |                                         |                                     |                                     |                                     |                                     |  |  |  |  |  |  |  |  |  |  |  |  |  |  |  |  |  |  |  |  |  |  |  |  |  |  |  |  |  |  |  |  |  |  |  |  |
|                               |                               |                               |                               |                               |                               |                              |                              |                                             |                                             |                                             |                                             |                                             |                                             |                                            |                                            |                                                       |                                                       |                                                       |                                                       |                                                       |                                                       |                                            |                                            |                                         |                                         |                                  |                                  |                                  |                                  |                                              |                                              |                                              |                                              |                                              |                                              | Philippe VI Roi de France                            | Philippe VI Roi de France                            | Philippe VI Roi de France                            | Philippe VI Roi de France                            | Philippe VI Roi de France                            | Philippe VI Roi de France                            |                                   |                                   |                                          |                                          |                                          |                                          | Charles Duc de Calabre                    | Charles Duc de Calabre                    | Charles Duc de Calabre                    | Charles Duc de Calabre                    | Charles Duc de Calabre                              | Charles Duc de Calabre                        |                                               |                                               |                                                                      |                                                                      |                                                                      |                                                                      |                                                                      |                                                                      |                                                  |                                                  |                                                  |                                                  |                                         |                                         |                                         |                                         |                                     |                                     |                                     |                                     |  |  |  |  |  |  |  |  |  |  |  |  |  |  |  |  |  |  |  |  |  |  |  |  |  |  |  |  |  |  |  |  |  |  |  |  |
|                               |                               |                               |                               |                               |                               |                              |                              |                                             |                                             |                                             |                                             |                                             |                                             |                                            |                                            |                                                       |                                                       |                                                       |                                                       |                                                       |                                                       |                                            |                                            |                                         |                                         |                                  |                                  |                                  |                                  |                                              |                                              |                                              |                                              |                                              |                                              | Jean II Roi de France                                | Jean II Roi de France                                | Jean II Roi de France                                | Jean II Roi de France                                | Jean II Roi de France                                | Jean II Roi de France                                |                                   |                                   |                                          |                                          |                                          |                                          | Jeanne Reine de Naples Ctesse de Provence | Jeanne Reine de Naples Ctesse de Provence | Jeanne Reine de Naples Ctesse de Provence | Jeanne Reine de Naples Ctesse de Provence | Jeanne Reine de Naples Ctesse de Provence           | Jeanne Reine de Naples Ctesse de Provence     |                                               |                                               |                                                                      |                                                                      |                                                                      |                                                                      |                                                                      |                                                                      |                                                  |                                                  |                                                  |                                                  |                                         |                                         |                                         |                                         |                                     |                                     |                                     |                                     |  |  |  |  |  |  |  |  |  |  |  |  |  |  |  |  |  |  |  |  |  |  |  |  |  |  |  |  |  |  |  |  |  |  |  |  |
|                               |                               |                               |                               |                               |                               |                              |                              |                                             |                                             |                                             |                                             |                                             |                                             |                                            |                                            |                                                       |                                                       |                                                       |                                                       |                                                       |                                                       |                                            |                                            |                                         |                                         |                                  |                                  |                                  |                                  |                                              |                                              |                                              |                                              |                                              |                                              | Jean II Roi de France                                | Jean II Roi de France                                | Jean II Roi de France                                | Jean II Roi de France                                | Jean II Roi de France                                | Jean II Roi de France                                |                                   |                                   |                                          |                                          |                                          |                                          | Jeanne Reine de Naples Ctesse de Provence | Jeanne Reine de Naples Ctesse de Provence | Jeanne Reine de Naples Ctesse de Provence | Jeanne Reine de Naples Ctesse de Provence | Jeanne Reine de Naples Ctesse de Provence           | Jeanne Reine de Naples Ctesse de Provence     |                                               |                                               |                                                                      |                                                                      |                                                                      |                                                                      |                                                                      |                                                                      |                                                  |                                                  |                                                  |                                                  |                                         |                                         |                                         |                                         |                                     |                                     |                                     |                                     |  |  |  |  |  |  |  |  |  |  |  |  |  |  |  |  |  |  |  |  |  |  |  |  |  |  |  |  |  |  |  |  |  |  |  |  |
|                               |                               |                               |                               |                               |                               |                              |                              |                                             |                                             |                                             |                                             |                                             |                                             |                                            |                                            |                                                       |                                                       |                                                       |                                                       |                                                       |                                                       |                                            |                                            |                                         |                                         |                                  |                                  |                                  |                                  |                                              |                                              |                                              |                                              |                                              |                                              |                                                      |                                                      |                                                      |                                                      |                                                      |                                                      |                                   |                                   |                                          |                                          |                                          |                                          |                                           |                                           |                                           |                                           |                                                     |                                               |                                               |                                               |                                                                      |                                                                      |                                                                      |                                                                      |                                                                      |                                                                      |                                                  |                                                  |                                                  |                                                  |                                         |                                         |                                         |                                         |                                     |                                     |                                     |                                     |  |  |  |  |  |  |  |  |  |  |  |  |  |  |  |  |  |  |  |  |  |  |  |  |  |  |  |  |  |  |  |  |  |  |  |  |
|                               |                               |                               |                               |                               |                               |                              |                              |                                             |                                             |                                             |                                             |                                             |                                             |                                            |                                            |                                                       |                                                       |                                                       |                                                       |                                                       |                                                       |                                            |                                            |                                         |                                         |                                  |                                  | Charles V Roi de France          | Charles V Roi de France          | Charles V Roi de France                      | Charles V Roi de France                      | Charles V Roi de France                      | Charles V Roi de France                      |                                              |                                              |                                                      |                                                      |                                                      |                                                      |                                                      |                                                      |                                   |                                   | Louis Ier Duc d'Anjou Cte de Provence    | Louis Ier Duc d'Anjou Cte de Provence    | Louis Ier Duc d'Anjou Cte de Provence    | Louis Ier Duc d'Anjou Cte de Provence    | Louis Ier Duc d'Anjou Cte de Provence     | Louis Ier Duc d'Anjou Cte de Provence     |                                           |                                           |                                                     |                                               |                                               |                                               |                                                                      |                                                                      |                                                                      |                                                                      |                                                                      |                                                                      |                                                  |                                                  |                                                  |                                                  |                                         |                                         |                                         |                                         |                                     |                                     |                                     |                                     |  |  |  |  |  |  |  |  |  |  |  |  |  |  |  |  |  |  |  |  |  |  |  |  |  |  |  |  |  |  |  |  |  |  |  |  |
|                               |                               |                               |                               |                               |                               |                              |                              |                                             |                                             |                                             |                                             |                                             |                                             |                                            |                                            |                                                       |                                                       |                                                       |                                                       |                                                       |                                                       |                                            |                                            |                                         |                                         |                                  |                                  | Charles V Roi de France          | Charles V Roi de France          | Charles V Roi de France                      | Charles V Roi de France                      | Charles V Roi de France                      | Charles V Roi de France                      |                                              |                                              |                                                      |                                                      |                                                      |                                                      |                                                      |                                                      |                                   |                                   | Louis Ier Duc d'Anjou Cte de Provence    | Louis Ier Duc d'Anjou Cte de Provence    | Louis Ier Duc d'Anjou Cte de Provence    | Louis Ier Duc d'Anjou Cte de Provence    | Louis Ier Duc d'Anjou Cte de Provence     | Louis Ier Duc d'Anjou Cte de Provence     |                                           |                                           |                                                     |                                               |                                               |                                               |                                                                      |                                                                      |                                                                      |                                                                      |                                                                      |                                                                      |                                                  |                                                  |                                                  |                                                  |                                         |                                         |                                         |                                         |                                     |                                     |                                     |                                     |  |  |  |  |  |  |  |  |  |  |  |  |  |  |  |  |  |  |  |  |  |  |  |  |  |  |  |  |  |  |  |  |  |  |  |  |
|                               |                               |                               |                               |                               |                               |                              |                              |                                             |                                             |                                             |                                             |                                             |                                             |                                            |                                            |                                                       |                                                       |                                                       |                                                       |                                                       |                                                       |                                            |                                            |                                         |                                         |                                  |                                  | Charles VI Roi de France         | Charles VI Roi de France         | Charles VI Roi de France                     | Charles VI Roi de France                     | Charles VI Roi de France                     | Charles VI Roi de France                     |                                              |                                              |                                                      |                                                      |                                                      |                                                      |                                                      |                                                      |                                   |                                   | Louis II Duc d'Anjou Cte de Provence     | Louis II Duc d'Anjou Cte de Provence     | Louis II Duc d'Anjou Cte de Provence     | Louis II Duc d'Anjou Cte de Provence     | Louis II Duc d'Anjou Cte de Provence      | Louis II Duc d'Anjou Cte de Provence      |                                           |                                           |                                                     |                                               |                                               |                                               |                                                                      |                                                                      |                                                                      |                                                                      |                                                                      |                                                                      |                                                  |                                                  |                                                  |                                                  |                                         |                                         |                                         |                                         |                                     |                                     |                                     |                                     |  |  |  |  |  |  |  |  |  |  |  |  |  |  |  |  |  |  |  |  |  |  |  |  |  |  |  |  |  |  |  |  |  |  |  |  |
|                               |                               |                               |                               |                               |                               |                              |                              |                                             |                                             |                                             |                                             |                                             |                                             |                                            |                                            |                                                       |                                                       |                                                       |                                                       |                                                       |                                                       |                                            |                                            |                                         |                                         |                                  |                                  | Charles VI Roi de France         | Charles VI Roi de France         | Charles VI Roi de France                     | Charles VI Roi de France                     | Charles VI Roi de France                     | Charles VI Roi de France                     |                                              |                                              |                                                      |                                                      |                                                      |                                                      |                                                      |                                                      |                                   |                                   | Louis II Duc d'Anjou Cte de Provence     | Louis II Duc d'Anjou Cte de Provence     | Louis II Duc d'Anjou Cte de Provence     | Louis II Duc d'Anjou Cte de Provence     | Louis II Duc d'Anjou Cte de Provence      | Louis II Duc d'Anjou Cte de Provence      |                                           |                                           |                                                     |                                               |                                               |                                               |                                                                      |                                                                      |                                                                      |                                                                      |                                                                      |                                                                      |                                                  |                                                  |                                                  |                                                  |                                         |                                         |                                         |                                         |                                     |                                     |                                     |                                     |  |  |  |  |  |  |  |  |  |  |  |  |  |  |  |  |  |  |  |  |  |  |  |  |  |  |  |  |  |  |  |  |  |  |  |  |
|                               |                               |                               |                               |                               |                               |                              |                              |                                             |                                             |                                             |                                             |                                             |                                             |                                            |                                            |                                                       |                                                       |                                                       |                                                       |                                                       |                                                       |                                            |                                            |                                         |                                         |                                  |                                  |                                  |                                  |                                              |                                              |                                              |                                              |                                              |                                              |                                                      |                                                      |                                                      |                                                      |                                                      |                                                      |                                   |                                   |                                          |                                          |                                          |                                          |                                           |                                           |                                           |                                           |                                                     |                                               |                                               |                                               |                                                                      |                                                                      |                                                                      |                                                                      |                                                                      |                                                                      |                                                  |                                                  |                                                  |                                                  |                                         |                                         |                                         |                                         |                                     |                                     |                                     |                                     |  |  |  |  |  |  |  |  |  |  |  |  |  |  |  |  |  |  |  |  |  |  |  |  |  |  |  |  |  |  |  |  |  |  |  |  |
|                               |                               |                               |                               |                               |                               |                              |                              |                                             |                                             |                                             |                                             |                                             |                                             |                                            |                                            |                                                       |                                                       |                                                       |                                                       |                                                       |                                                       |                                            |                                            |                                         |                                         |                                  |                                  | Charles VII Roi de France        | Charles VII Roi de France        | Charles VII Roi de France                    | Charles VII Roi de France                    | Charles VII Roi de France                    | Charles VII Roi de France                    |                                              |                                              | Marie                                                | Marie                                                | Marie                                                | Marie                                                | Marie                                                | Marie                                                |                                   |                                   | Louis III Duc d'Anjou Cte de Provence    | Louis III Duc d'Anjou Cte de Provence    | Louis III Duc d'Anjou Cte de Provence    | Louis III Duc d'Anjou Cte de Provence    | Louis III Duc d'Anjou Cte de Provence     | Louis III Duc d'Anjou Cte de Provence     |                                           |                                           | René Duc de Bar Roi de Naples Cte de Provence       | René Duc de Bar Roi de Naples Cte de Provence | René Duc de Bar Roi de Naples Cte de Provence | René Duc de Bar Roi de Naples Cte de Provence | René Duc de Bar Roi de Naples Cte de Provence                        | René Duc de Bar Roi de Naples Cte de Provence                        |                                                                      |                                                                      | Charles IV Cte du Maine                                              | Charles IV Cte du Maine                                              | Charles IV Cte du Maine                          | Charles IV Cte du Maine                          | Charles IV Cte du Maine                          | Charles IV Cte du Maine                          |                                         |                                         |                                         |                                         |                                     |                                     |                                     |                                     |  |  |  |  |  |  |  |  |  |  |  |  |  |  |  |  |  |  |  |  |  |  |  |  |  |  |  |  |  |  |  |  |  |  |  |  |
|                               |                               |                               |                               |                               |                               |                              |                              |                                             |                                             |                                             |                                             |                                             |                                             |                                            |                                            |                                                       |                                                       |                                                       |                                                       |                                                       |                                                       |                                            |                                            |                                         |                                         |                                  |                                  | Charles VII Roi de France        | Charles VII Roi de France        | Charles VII Roi de France                    | Charles VII Roi de France                    | Charles VII Roi de France                    | Charles VII Roi de France                    |                                              |                                              | Marie                                                | Marie                                                | Marie                                                | Marie                                                | Marie                                                | Marie                                                |                                   |                                   | Louis III Duc d'Anjou Cte de Provence    | Louis III Duc d'Anjou Cte de Provence    | Louis III Duc d'Anjou Cte de Provence    | Louis III Duc d'Anjou Cte de Provence    | Louis III Duc d'Anjou Cte de Provence     | Louis III Duc d'Anjou Cte de Provence     |                                           |                                           | René Duc de Bar Roi de Naples Cte de Provence       | René Duc de Bar Roi de Naples Cte de Provence | René Duc de Bar Roi de Naples Cte de Provence | René Duc de Bar Roi de Naples Cte de Provence | René Duc de Bar Roi de Naples Cte de Provence                        | René Duc de Bar Roi de Naples Cte de Provence                        |                                                                      |                                                                      | Charles IV Cte du Maine                                              | Charles IV Cte du Maine                                              | Charles IV Cte du Maine                          | Charles IV Cte du Maine                          | Charles IV Cte du Maine                          | Charles IV Cte du Maine                          |                                         |                                         |                                         |                                         |                                     |                                     |                                     |                                     |  |  |  |  |  |  |  |  |  |  |  |  |  |  |  |  |  |  |  |  |  |  |  |  |  |  |  |  |  |  |  |  |  |  |  |  |
|                               |                               |                               |                               |                               |                               |                              |                              |                                             |                                             |                                             |                                             |                                             |                                             |                                            |                                            |                                                       |                                                       |                                                       |                                                       |                                                       |                                                       |                                            |                                            |                                         |                                         |                                  |                                  |                                  |                                  |                                              |                                              |                                              |                                              |                                              |                                              |                                                      |                                                      |                                                      |                                                      |                                                      |                                                      |                                   |                                   |                                          |                                          |                                          |                                          |                                           |                                           |                                           |                                           |                                                     |                                               |                                               |                                               |                                                                      |                                                                      |                                                                      |                                                                      |                                                                      |                                                                      |                                                  |                                                  |                                                  |                                                  |                                         |                                         |                                         |                                         |                                     |                                     |                                     |                                     |  |  |  |  |  |  |  |  |  |  |  |  |  |  |  |  |  |  |  |  |  |  |  |  |  |  |  |  |  |  |  |  |  |  |  |  |
|                               |                               |                               |                               |                               |                               |                              |                              |                                             |                                             |                                             |                                             |                                             |                                             |                                            |                                            |                                                       |                                                       |                                                       |                                                       |                                                       |                                                       |                                            |                                            |                                         |                                         |                                  |                                  |                                  |                                  |                                              |                                              | Louis XI Roi de France                       | Louis XI Roi de France                       | Louis XI Roi de France                       | Louis XI Roi de France                       | Louis XI Roi de France                               | Louis XI Roi de France                               |                                                      |                                                      |                                                      |                                                      |                                   |                                   |                                          |                                          |                                          |                                          |                                           |                                           |                                           |                                           | Yolande x Ferry II Cte de Vaudémont                 | Yolande x Ferry II Cte de Vaudémont           | Yolande x Ferry II Cte de Vaudémont           | Yolande x Ferry II Cte de Vaudémont           | Yolande x Ferry II Cte de Vaudémont                                  | Yolande x Ferry II Cte de Vaudémont                                  |                                                                      |                                                                      | Charles V Duc d'Anjou Cte de Provence                                | Charles V Duc d'Anjou Cte de Provence                                | Charles V Duc d'Anjou Cte de Provence            | Charles V Duc d'Anjou Cte de Provence            | Charles V Duc d'Anjou Cte de Provence            | Charles V Duc d'Anjou Cte de Provence            |                                         |                                         |                                         |                                         |                                     |                                     |                                     |                                     |  |  |  |  |  |  |  |  |  |  |  |  |  |  |  |  |  |  |  |  |  |  |  |  |  |  |  |  |  |  |  |  |  |  |  |  |
|                               |                               |                               |                               |                               |                               |                              |                              |                                             |                                             |                                             |                                             |                                             |                                             |                                            |                                            |                                                       |                                                       |                                                       |                                                       |                                                       |                                                       |                                            |                                            |                                         |                                         |                                  |                                  |                                  |                                  |                                              |                                              | Louis XI Roi de France                       | Louis XI Roi de France                       | Louis XI Roi de France                       | Louis XI Roi de France                       | Louis XI Roi de France                               | Louis XI Roi de France                               |                                                      |                                                      |                                                      |                                                      |                                   |                                   |                                          |                                          |                                          |                                          |                                           |                                           |                                           |                                           | Yolande x Ferry II Cte de Vaudémont                 | Yolande x Ferry II Cte de Vaudémont           | Yolande x Ferry II Cte de Vaudémont           | Yolande x Ferry II Cte de Vaudémont           | Yolande x Ferry II Cte de Vaudémont                                  | Yolande x Ferry II Cte de Vaudémont                                  |                                                                      |                                                                      | Charles V Duc d'Anjou Cte de Provence                                | Charles V Duc d'Anjou Cte de Provence                                | Charles V Duc d'Anjou Cte de Provence            | Charles V Duc d'Anjou Cte de Provence            | Charles V Duc d'Anjou Cte de Provence            | Charles V Duc d'Anjou Cte de Provence            |                                         |                                         |                                         |                                         |                                     |                                     |                                     |                                     |  |  |  |  |  |  |  |  |  |  |  |  |  |  |  |  |  |  |  |  |  |  |  |  |  |  |  |  |  |  |  |  |  |  |  |  |
|                               |                               |                               |                               |                               |                               |                              |                              |                                             |                                             |                                             |                                             |                                             |                                             |                                            |                                            |                                                       |                                                       |                                                       |                                                       |                                                       |                                                       |                                            |                                            |                                         |                                         |                                  |                                  |                                  |                                  |                                              |                                              |                                              |                                              |                                              |                                              |                                                      |                                                      |                                                      |                                                      |                                                      |                                                      |                                   |                                   |                                          |                                          |                                          |                                          |                                           |                                           |                                           |                                           | René II Cte de Vaudémont Duc de Lorraine Duc de Bar |                                               |                                               |                                               |                                                                      |                                                                      |                                                                      |                                                                      |                                                                      |                                                                      |                                                  |                                                  |                                                  |                                                  |                                         |                                         |                                         |                                         |                                     |                                     |                                     |                                     |  |  |  |  |  |  |  |  |  |  |  |  |  |  |  |  |  |  |  |  |  |  |  |  |  |  |  |  |  |  |  |  |  |  |  |  |